# イヌ

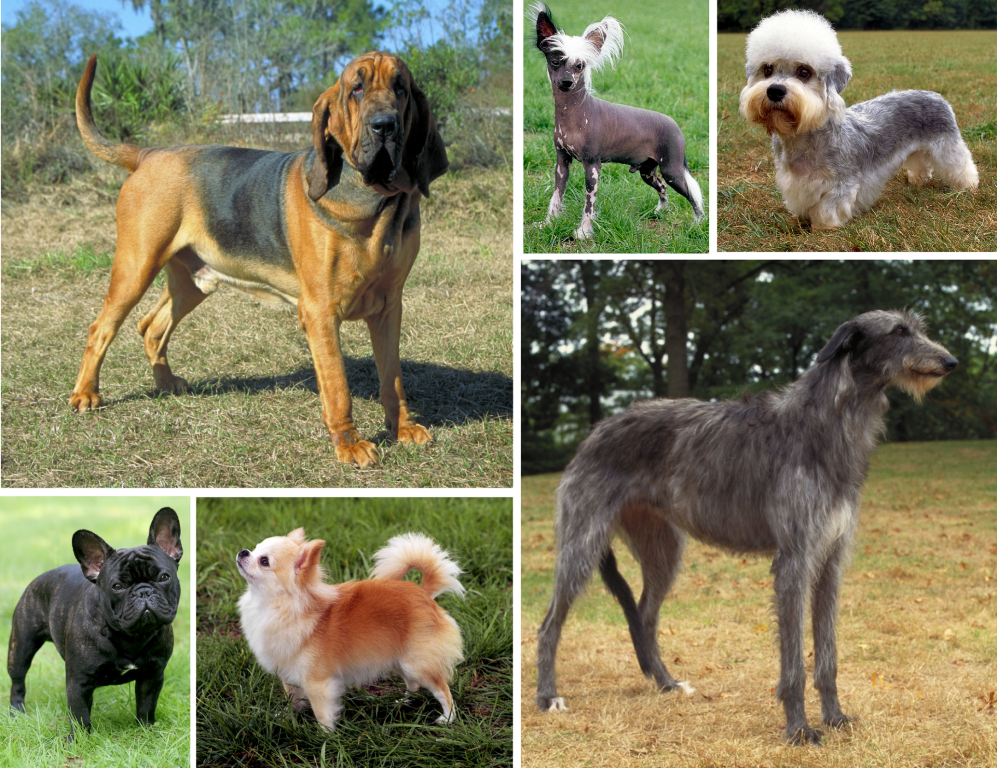
犬の品種と形態学

イヌ（犬、狗、学名：Canis lupus familiaris、ラテン語名：canis、英名：dog、domestic dog）は、食肉目イヌ科イヌ属に分類される哺乳類の一種である。属名 Canis、種小名 lupus はラテン語でそれぞれ「犬」「狼」の意。亜種名 familiaris はラテン語で、「家庭に属する」といった意味である。広義には、イヌ科動物全般を指すこともある（後述）。
古くからヒトに猟犬や番犬、牧羊犬、軍用犬、警察犬などとして使役されたほか、愛玩動物（ペット）として飼われている。また品種改良が盛んに行われ、多様な犬種がいる。
人の管理を離れて野生化したイヌは野犬（ノラ犬）と呼ぶ。

## 名称・定義
古来、日本ではヤマイヌ（狼）に対して「イエイヌ」（家犬）と言っていた。英語名 domestic dog は、伝統的な学名 C. familiaris（家族の-犬）を英訳にしたもので、日本では domestic dog の訳語として古くから既にあったイエイヌの語をあてるようになった。
また、広義の「イヌ」は広くイヌ科に属する動物（イエイヌ、オオカミ、コヨーテ、ジャッカル、キツネ、タヌキ、ヤブイヌ、リカオンなど）の総称でもあるが、日本ではこの意味での言葉の用法、用例は一般的ではなく欧文翻訳の際は、イヌ科動物を表す dogs や canine の訳語として当てられるときも「イヌ類」などとしてイエイヌと別の呼び方をするのが普通である。以下ではイヌ（ヤマイヌなどを除くイエイヌ）について解説する。

## 起源
イエイヌは人間の手によって改良されて生まれたものである。最も古くに家畜化されたと考えられる動物であり、現代でもイエネコと並んで代表的なペットまたはコンパニオンアニマルとして、広く飼育されて、親しまれている。比較されるネコと違って、種の性格として人間にとって人懐っこいイメージがある。
野生化したものを野犬といい、日本語ではあたかも標準和名であるかのように片仮名で「ヤケン」と表記されることも多いが、ヤケンとはノライヌの一部で鳥獣保護法において狩猟対象を規定する用語である。いずれにせよヒトに飼われているか否かという違いであって、分類学上は種や亜種としてイエイヌとは区別されない。
2024年地点、ジャパンケネルクラブ（JKC）では、国際畜犬連盟（FCI）が公認する359犬種を公認し、そのうち209犬種を登録してスタンダードを定めている。 なお、非公認犬種を含めると約700 - 800の犬種がいるとされている。 また、頭数については世界全体では4億匹の犬がいると見積もられている。血液型は8種類と犬種の数に比べれば少ないがヒトよりも多い。

## 分類
イエイヌはオオカミを祖先とすることからその亜種Canis lupus familiarisとされるが、野生種と家畜化された種をそれぞれ別の種名とする考えもあり、その場合の学名はCanis familiarisとなる。
オーストラリア大陸と周辺地域に生息するディンゴと、ニューギニア島に生息するニューギニアン・シンギング・ドッグは、人類によって数千年前に持ち込まれたイヌと考えられ、オオカミの亜種またはイエイヌとみなされている。

## 生態的・形態的特徴
イヌの属するイヌ科は、森林から開けた草原へと生活の場を移して追跡型の狩猟者となった食肉類のグループである。待ち伏せ・忍び寄り型の狩りに適応したネコ科の動物に対して、イヌ科の動物は、細長い四肢など、持久力重視の走行に適した体のつくりをしている（発汗できる種がヒトだけであるように、哺乳類の持久力走行は短距離走行に比べ難しく、稀である）。
また、イヌは古くから品種改良が繰り返されて、人工的に改良された品種には、自然界では極めて珍しく難産になるものも多い。品種によっては、出産時に帝王切開が必要不可欠となる（主にブルドッグ）。人気犬種はよく売れるため無理な交配が続けられている。「極端な特徴」を際立たせるために近親交配も繰り返し行われており、結果としてそうした犬たちの間にナルコレプシー（睡眠障害）や骨格異常などの遺伝性疾患が多数みられるようになった。

### 毛

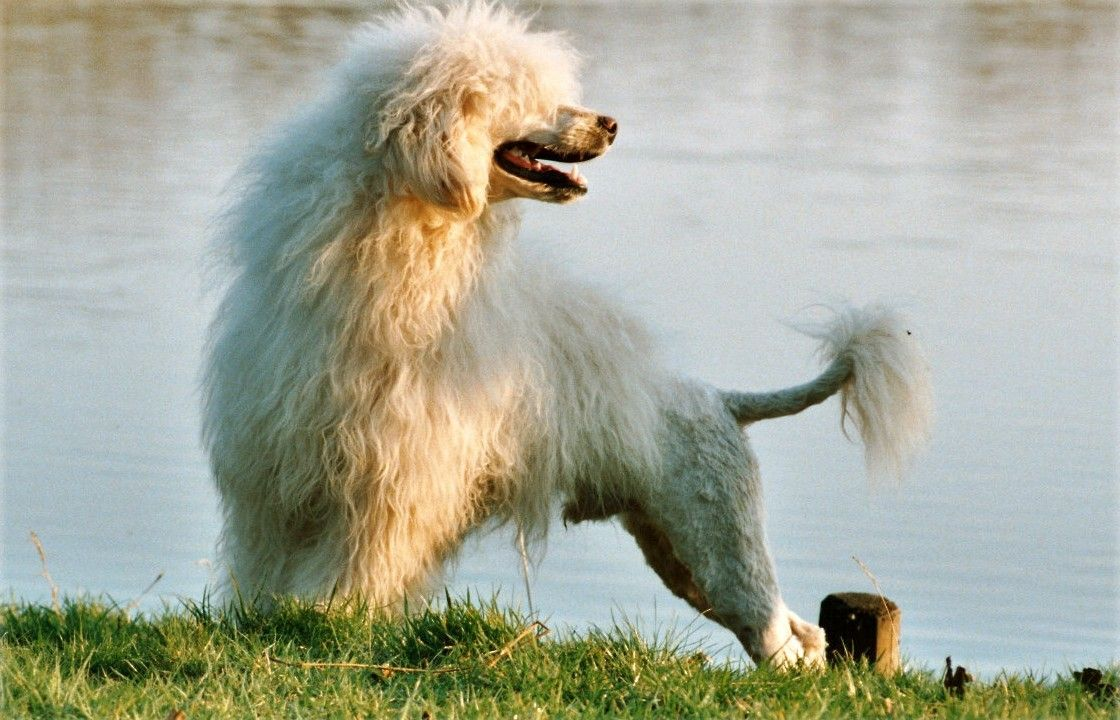
抜け毛が少ないシングルコートを持つポーチュギーズ・ウォーター・ドッグ

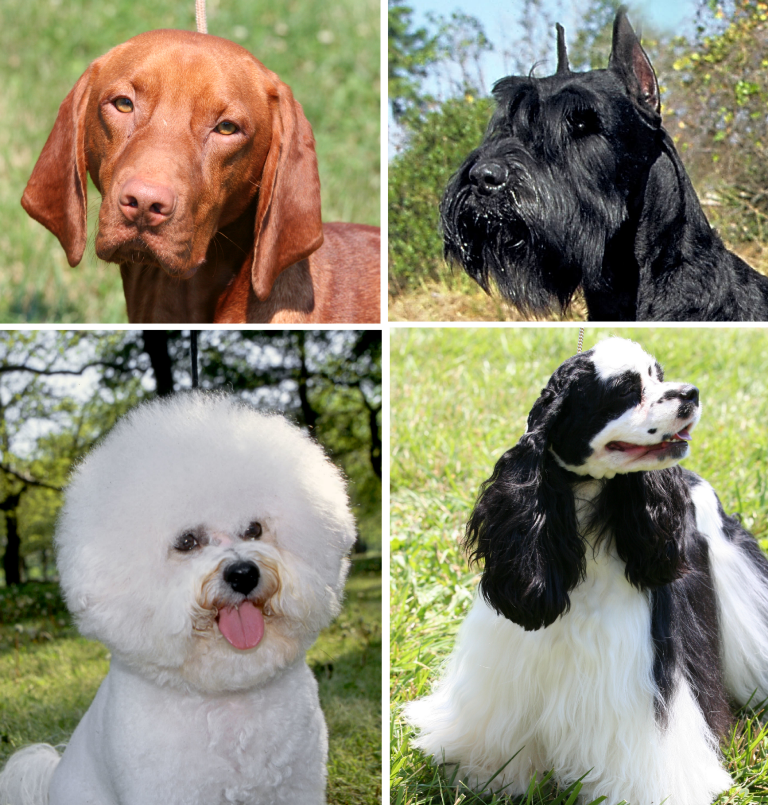
犬の毛
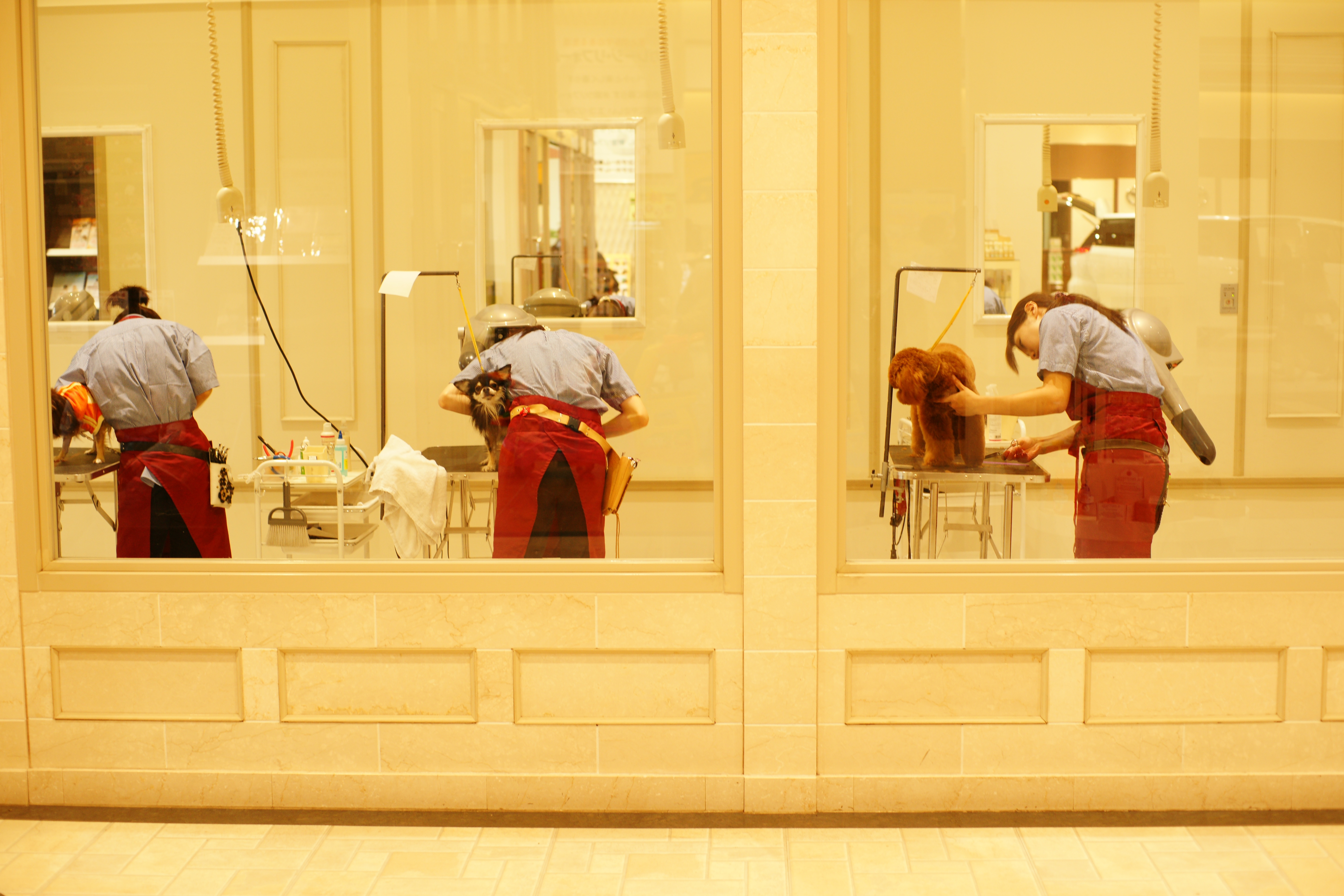
ドッグトリマー
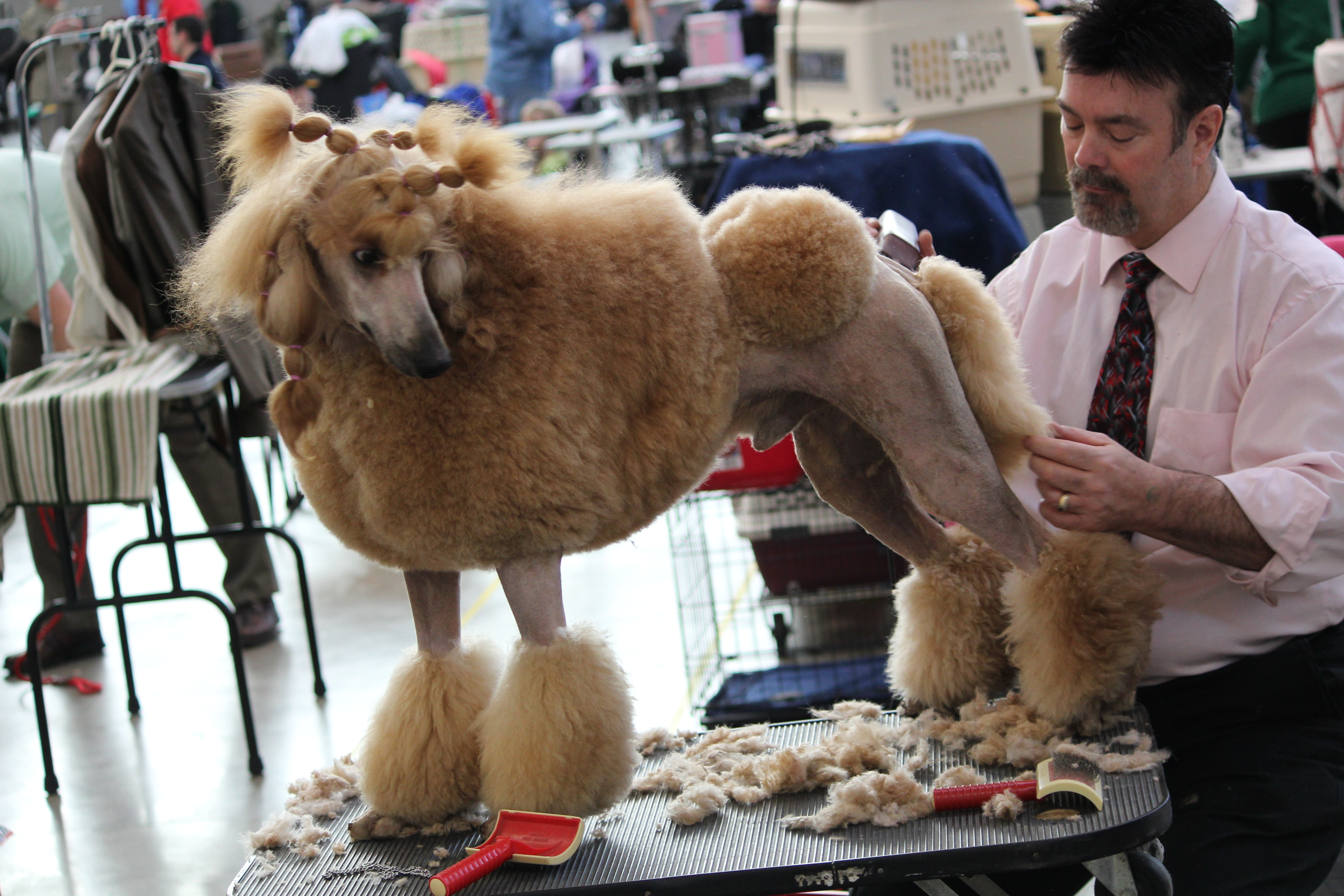
プードル

犬の毛の生え方や長さには、犬種によって様々な特徴がある。犬の毛の成長サイクルは、犬種や生活環境によって大きく変化する。
皮膚を保護するオーバーコート（ガードヘア）と体温調節を担うアンダーコートの2層構造を持つ犬種ダブルコートは、子犬のパピーコートを除き、春と秋の2回の換毛期に一か月程度かけて生え変わる。オーバーコートだけのシングルコートの犬種では、換毛期がなく一年を通して徐々に更新される。
また、夏には飼い主によってサマーカットと呼ばれるトリミングが行われるが、冷えやすくなり虫刺され・紫外線などの刺激を受けやすくなるなどのデメリットもある。
- 犬のヘアスタイル（英語版）
- トリマー(犬の毛を整える仕事の人)
- 犬のトリミング方法
  - グルーミング (犬)（英語版）
  - コーディング (犬)（英語版）

- 犬の毛
- ドッグトリマー
- プードル

### 骨格
イヌの頭蓋骨の形状は種別によって鼻口部（マズル）の長さが様々で、鼻口部の長さによって長頭種・中頭種・短頭種と呼ぶ分類方法がある。
イヌの歩き方は、指で体を支える趾行（しこう）性で、肉球（4つの指球（趾球）と1つの掌球（蹠球））と爪が地面につく。爪は先が尖っており、走るときにスパイクのような役割をする。ただし、ネコ科のものほど鋭くはない。爪を狩りの道具とするものが多いネコ類とは異なり、イヌ科の動物は爪を引っ込めることができず、各指はほとんど広げることができない。ネコ類と同じく、第3指（ヒトでいう中指）と第4指（薬指）の長さが同じである。後肢の第1趾は退化して4本趾の構造となっているが、たまに後肢が5本趾のイヌもいる（こうしたイヌの後肢の第1趾は「狼爪」と称する）。前肢は5本指の構造となっているが、やはり、その第1指（親指）も地面には着かない。一部のイヌは狼爪が2本あるものもある。狼爪は幼少時に切除される場合が多いが、一部の犬種は切除しない。
前肢はほとんど前後にしか動かず、鎖骨は退化して失われている。逆に股関節は、靭帯による制約が少ないために、他の家畜類に比べて可動性が広く、後肢を頭を掻くのに用いたりし、また、雄は排尿時に高く持ち上げる。反面、靭帯が少ないことは、しばしば股関節脱臼を起こす原因ともなっており、高齢犬や著しく体重が増えた犬、大型犬でその傾向が高い。
肋骨は13対で、ヒトより1対多く、走るのに必要な肺と心臓は、体のわりに大きい。心臓は食肉目の他のグループの動物と違って球形に近くて、特に左心室が非常に大きい。
尾は走行中の方向転換で舵として働くが、オオカミなどと比べると細く短くなっており、また、日本犬に多く見られるように巻き上がっているものがあるのは、筋肉の一部が退化して弱くなっているためである。

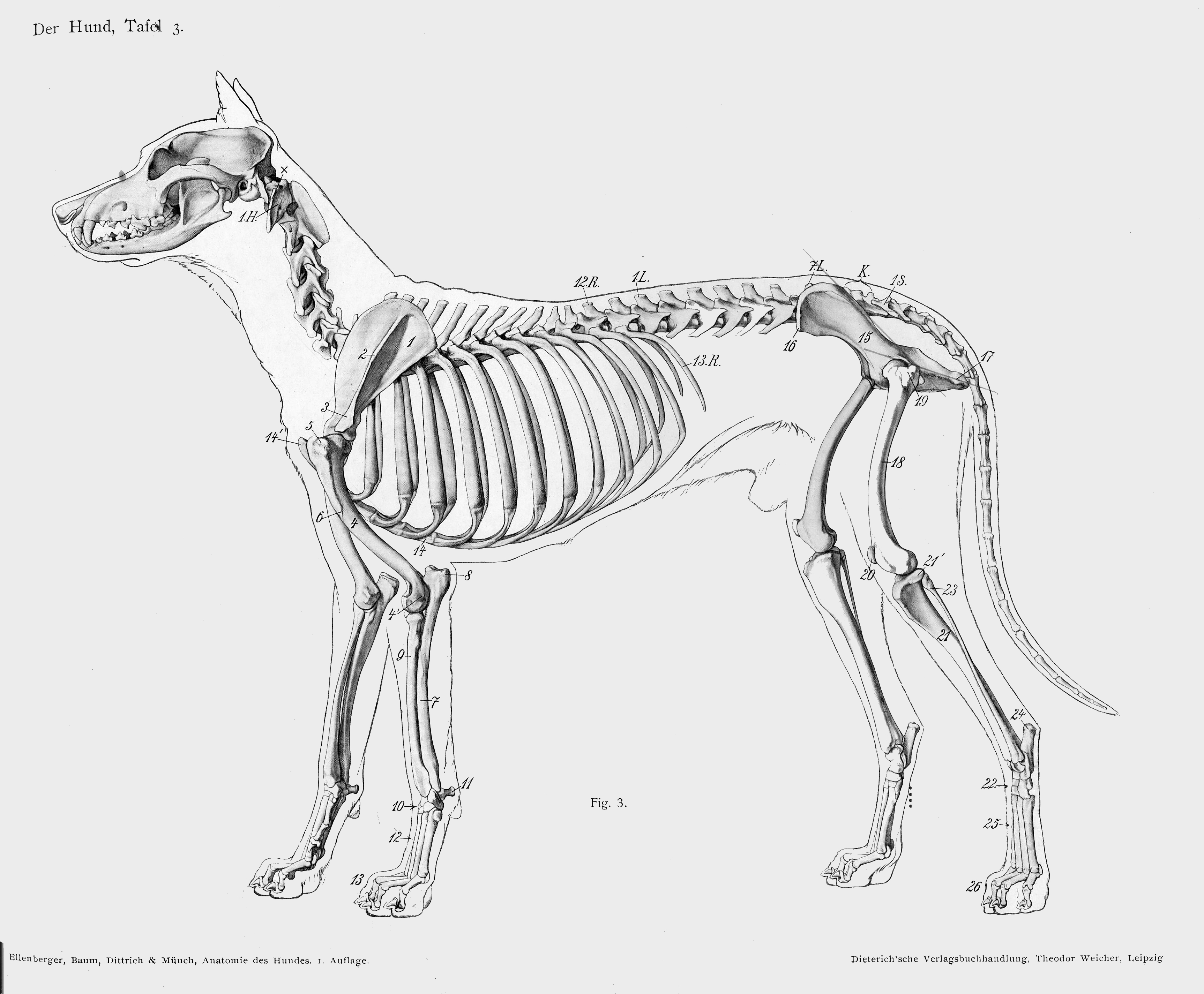
イヌの骨格
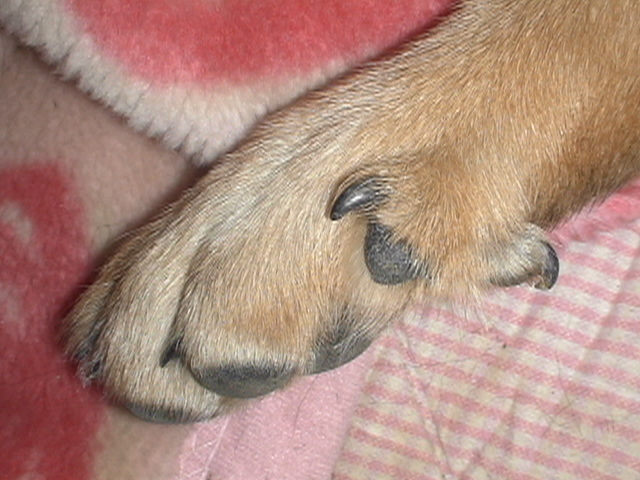
狼爪の例
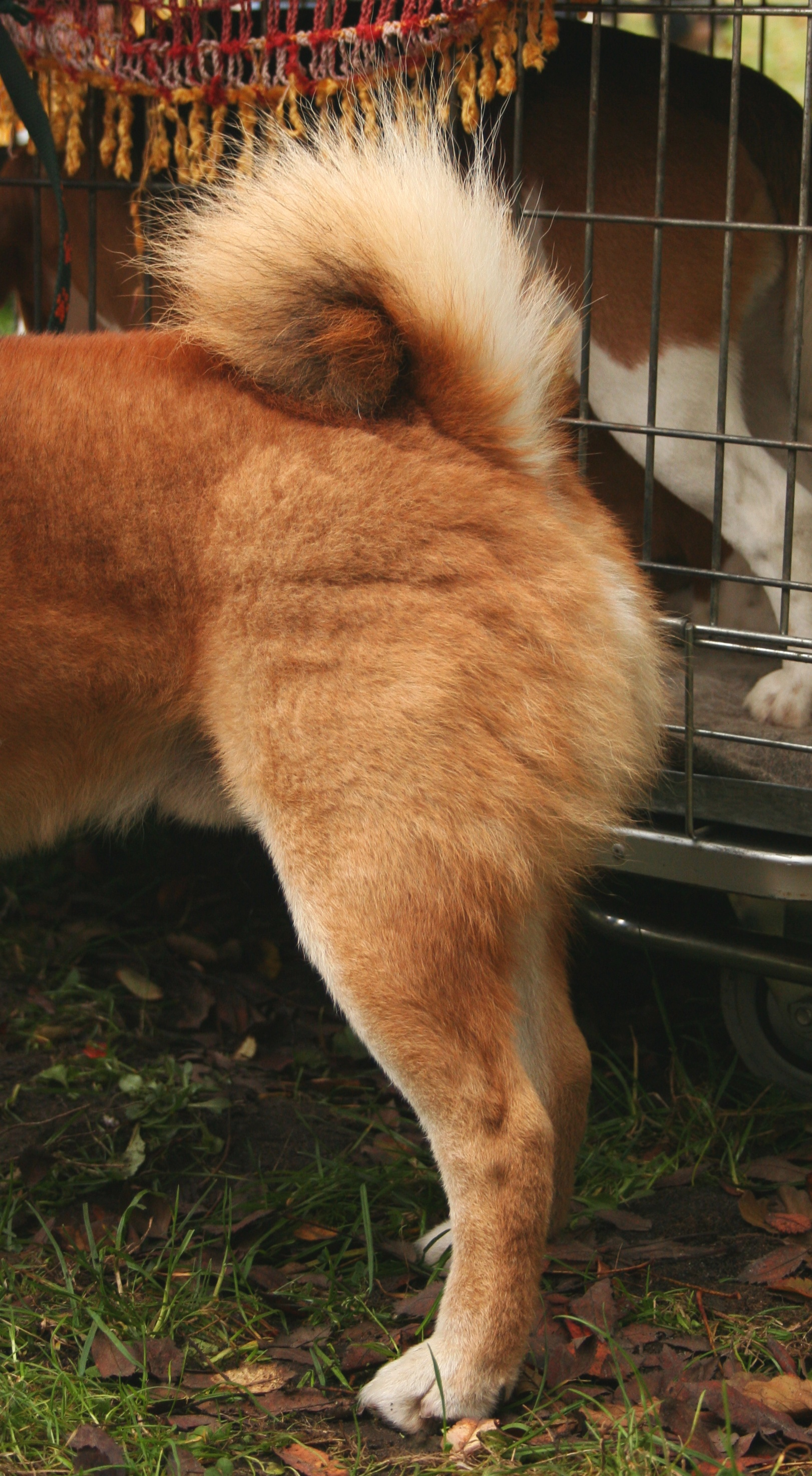
柴犬の後肢

### 歯
生まれて間もないころは、歯は生えていない。3週間頃から乳歯が生えて、3か月ごろから乳歯から生え変わり、生後1年で全部が永久歯となる。
乳歯は全部で28本である。
永久歯の歯式は 3/3・1/1・4/4・2/3=42 で歯は42本（21対）ある。ヒトの32本（16対）、ネコの28 - 30本と比べると、顎が長い分多い。
ヒト（2/2・1/1・2/2・3/3=32）と比較すると、切歯が上下各3本、前臼歯（小臼歯）が各4本と多く、後臼歯（大臼歯）は上顎で2本（下顎は3本）と少ない。イヌ型亜目に共通の身体的特徴として、犬歯（牙）のほかに、裂肉歯と呼ばれる山型にとがった大きな臼歯が発達している。この歯は鋏（はさみ）のようにして肉を切る働きをもつ。裂肉歯は、上顎の第4前臼歯と、下顎の第1大臼歯である。食物はあまり咀嚼せずに呑み込んでしまう。
ウェットフード、人の食べ物、間食は歯周病罹患率を上げる。また、人間のように過剰歯、すきっぱ、抜歯、埋伏歯、あごの骨の骨折など歯並びが悪くなる不正咬合となる場合もあるが、短頭種犬のように顎が短いと歯の異常や歯周病を起こしやすい。

### 消化器

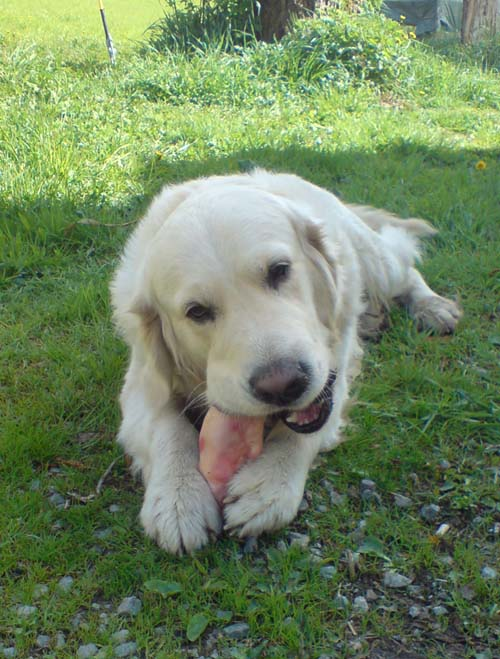
豚足を食べるゴールデン・レトリバー

イヌ科グループの他の動物と同様、イヌは基本的には肉食であるが、植物質を含む様々な食物を好む雑食性である。消化管はそれほど長くないが、腸の長さが体長（頭胴長）の4から4.5倍程度であるオオカミに対して、イヌのほうは5から7倍と、いくらか長くなっており、これも植物質の消化に役立っている。肉食獣の中には盲腸を持たない種も存在するが、イヌはそれほど大きくないものの 5から20cm程度の盲腸を持つ。
オオカミとイヌの違いとして、脳機能に関する遺伝子および消化酵素をコードする遺伝子の相違が報告されている。報告によれば、イヌではデンプンの分解酵素の一つであるアミラーゼ遺伝子のコピー数が多く、その活性はオオカミの28倍である。同じくデンプンの分解酵素であるマルターゼ遺伝子の場合、コピー数に大きな違いは無いが、イヌのマルターゼ遺伝子配列は長いタイプであり草食動物のものに近いという。このような違いはイヌの進化における家畜化・雑食化の過程の一つと考えられる。
したがって、犬の唾液は独特の複雑さを持っており、また食物連鎖上、生態系の上位に属すること、オオカミの時代の狩りの方法が集団的であったこと（匂いの少ない猫類と異なる）など様々な要因の結果もあって、匂いを有し結果として独特の口臭を持つことにつながる。
犬は水を飲む時、舌を裏に巻くようにして水をすくって飲む特徴がある。

### 腺
イヌの耳下腺は、副交感神経性の強い刺激を受けると、ヒトの耳下腺の約10倍のスピードで唾液を分泌する。唾液は浅速呼吸（喘ぎ）により、口の粘膜と舌の表面から蒸散する。激しい運動のあと、イヌが口を開け、舌を垂らしてさかんに喘いでいるのはこのためである。イヌの体には汗腺が少ないが、この体温調節法は汗の蒸発による方法と同じくらい効果的であるという。
肛門には肛門嚢（こうもんのう）と呼ばれる一対の分泌腺があり、縄張りのマーキングに使われるにおいの強い個体識別のもとにもなる分泌液はここから出ている。ジャコウネコやハイエナのように外に直接開いてはおらず、細い導管で肛門付近に開口している。なお、イヌが雨に濡れたときなどに特に匂う独特の強い体臭は、主に全身の皮脂腺の分泌物によるものである。

### 嗅覚

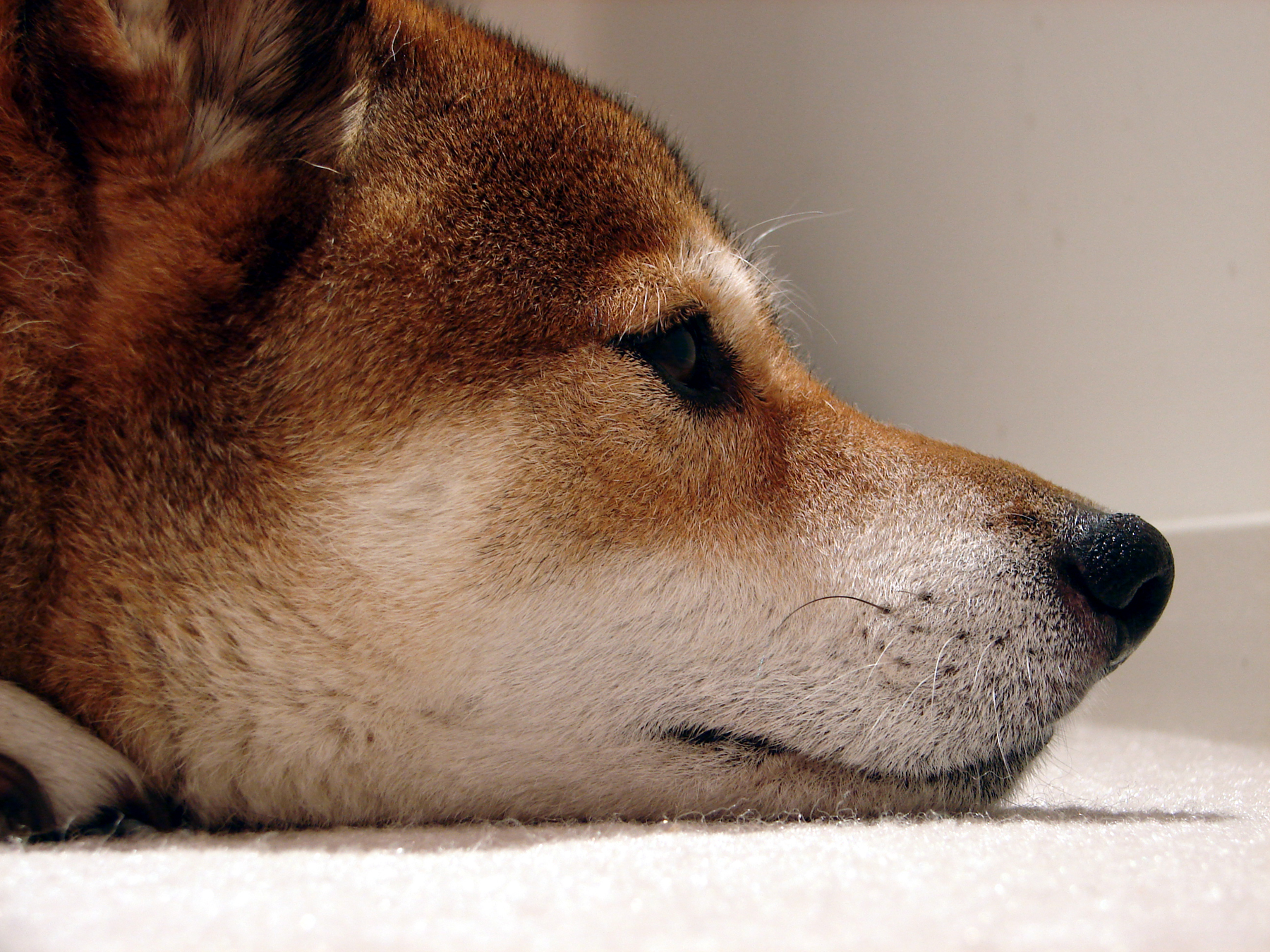
柴犬の鼻づら

警察犬の遺留品捜査や災害救助犬の被災者探索などでよく知られるように、イヌの感覚のうち最も発達しているのは嗅覚であり、においで食べられるものかどうか、目の前にいる動物は敵か味方かなどを判断する。また、コミュニケーションの手段としても、ここはどのイヌの縄張りなのかや、相手の犬の尻のにおいを嗅ぐことで相手は雄か雌かなどを判断することでも嗅覚は用いられたりする。そのため、イヌにとっては嗅覚は独自性を主張する重要な器官である。
イヌの嗅覚はヒトの数千から数万倍とされるが、その能力は有香物質の種類によっても大きく異なり、酢酸の匂いなどはヒトの1億倍まで感知できる。嗅覚は鼻腔の嗅上皮にある嗅覚受容神経（嗅覚細胞）によって感受されるが、ヒトの嗅上皮が3 - 4cm²なのに対し、イヌの嗅上皮は犬種によって異なるが15 - 150cm²である。また、嗅覚受容体遺伝子は、ヒトで396個、イヌで811個であり嗅覚受容体の種類の豊富さにより匂いを感じ取るレパートリーが人間より広い。
嗅上皮の粘膜を覆う粘液層中に分布する、「嗅毛」と呼ばれる線毛は、においを感覚受容器に導く働きをするが、イヌの嗅毛は他の動物のそれより本数が多く、長い。嗅細胞の層も、ヒトでは1層であるのに対して、イヌでは数層になっており、ヒトの500万個に対し、2億5千万から30億個あると推定されている。鼻腔の血管系もよく発達している。ヒトが顔や声について特別な記憶力をもつように、イヌは匂いについての優れた記憶力を持ち、久しぶりに会うヒトやイヌなどの個体識別ができる。イヌを含む動物群の鼻先のいつも湿っている無毛の部分を「鼻鏡」と呼ぶが、これもイヌのすぐれた嗅覚を保つのと同時に風の向きを探る働きをすると考えられる。
イヌが嗅覚に優れていることは事実であるが、イヌ同様に探索目的での使役が多いブタ（イノシシ類）も引けを取らないと考えられているし、クマの研究者によればクマ類の嗅覚はイヌ（イエイヌ）の約7倍とされている。ゾウは嗅覚細胞の総量から言っても、能力においてイヌやクマを遥かに上回る動物として知られている。なお、魚類ではウナギの嗅覚がイヌの嗅覚に匹敵するとされる。
一方、イヌの嗅覚は人間の抱えるストレスを人間の汗や息の中に含まれる物質の変化から嗅ぎ分けることが可能である事実が、英国のクイーンズ大学ベルファスト校とニューカッスル大学の研究者たちの調査と研究で明らかにされている。この新研究の発表はオンライン科学雑誌『プロスワン』に掲載されている。

### 熱感知
2020年の研究で、犬の鼻に熱源を感知する能力が発見された。哺乳類としては、吸血蝙蝠として知られるナミチスイコウモリに次いで二例目となる。

### 聴覚
イヌは聴覚も比較的鋭い。また可聴周波数は40から47,000Hzと、ヒトの20から20,000Hzに比べて高音域で広い。超音波を発する笛である犬笛（約30,000Hz）はこの性質を利用したもの。聴力において、犬種による違いはほとんど見られない。ただし人間同様に加齢によって聴力が衰える事は一緒である。

### 視覚

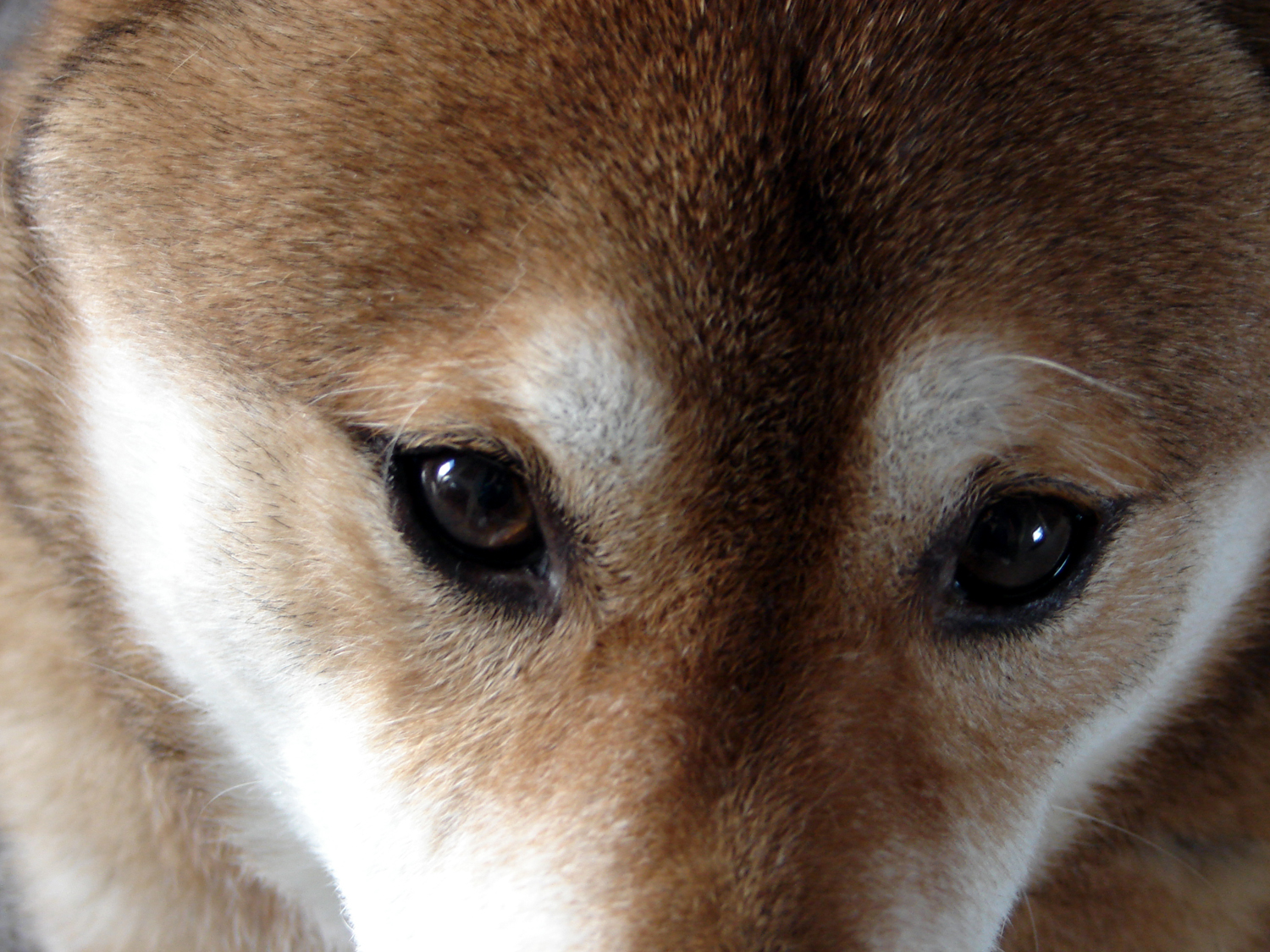
犬の眼球

優れた動体視力を持っており、1秒間に30フレームを表示するテレビ画像などはコマ送りにしか見えない。たとえばフリスビーなどを跳び上がってキャッチできるのは、四肢の運動能力と動体視力ゆえである。一方、イヌの眼には赤色に反応する錐体細胞の数が非常に少ないといわれ、明るいときには赤色はほとんど見えていない可能性が高い。色の明暗は認識できるが、全色盲に近いと考えられている。交通信号機だけは識別できるとされていたが、実はこれも灯火の点灯順序と人間の動きを関連づけて学習していたに過ぎない事が確認されている。ネコやキツネの瞳孔が縦長であるのに対し、イヌの瞳孔は収縮しても丸いままである。人間には存在しない神経回路として、視覚野と嗅覚葉を直接つなぐ回路が発見されている。
眼底には輝板（タペタム層）があり、入射した光と眼底で反射した光を受け取れることから暗所では人間より物が見えやすい。
1909年の研究結果から近視とされていたが、その後の研究からほとんどの犬は正視から、やや遠視だという研究結果が優勢である。しかし、その一方、ジャーマンシェパード、ロットワイラー、ミニチュアシュナウツァーは近視が多いという研究もある。
視野は、人間では両目で約200°とされるのに対して、中頭種の犬では視野は240‐250°で、視角で狩りを行うサイトハウンドのような顔や鼻の長い長頭種はより広い視野角を持ち、パグのような短頭種は人間に近い視野であると推測されている。

### 味覚・舌
味覚として、甘味・酸味・塩味・苦味を知覚するが、味蕾は人の約1万個に対して、1700‐2000個程度で味には鈍感とされている。その一方、水のイオン濃度は感じ取れ、獲物から摂取した塩味を調整するために水を飲み調整する必要から発達したと考えられる。
同じ食肉目のイエネコと違い砂糖などの「甘味」を感じることが出来る。サツマイモなどの甘味のあるものを好み、人工甘味料のような苦味を伴うものは毒と判断して苦手とする。酸味が次に敏感で、こちらは腐ったものと判断して嫌う。一方で塩味には鈍感でほとんど感じ取れていないとされる。また「アミノ酸の甘さ」を感じ取れるため肉やチーズといった動物性のタンパク質を好む。
ちなみに、10種のアミノ酸が体内で合成できないため、食べ物から必須アミノ酸を獲得しなければならない。動物によって必要アミノ酸は変わるが、犬の場合はアルギニン、ヒスチジン、イソロイシン、ロイシン、リジン、メチオニン、フェニルアラニン、スレオニン、トリプトファン、バリンである。
ネコと比較すると雑食性が強く、肉以外にも野菜や果物、穀物やヒト用の菓子も食する。人との共存の歴史においてこれらの強い雑食性を身に着けたと考えられるが、犬の害になる食物も誤食（後述、タマネギ、ネギ、ニンニク、カレー等が有名）するケースがあり、注意が必要になってくる。

### 呼吸
イヌの呼吸は「パンティング《panting》（浅速呼吸）」と呼ばれ、俗に「喘ぎ呼吸」とも呼ばれる。イヌは足の裏の肉球以外には汗腺を持たない動物であり、肉球からの発汗による体温調節の効率は人間の130分の1程度しかなく、ヒトとは異なり発汗で体温調節を図ることが出来ない。その為、熱の発散の唯一の手段は口からの呼吸しかなく、汗をかく代わりに舌を出しハアハアと喘ぐように呼吸することで、そこから染み出す唾液を始め口内や喉の水分を蒸発させて熱を放出し体温調節を図っている。汗腺が身体のごく一部にしかないイヌにとっては、その呼吸や行為自体がヒトを含む他の動物以上に命に関わる重要な行動となる。なお、パンティングの頻度は大型犬に多いことが判明している。

### 繁殖
メスの発情周期は6～8か月であるが、犬種により差がある。発情期間は約3ヵ月で、この期間のうち前期1ヵ月の間が実際に交尾により繁殖が行える可能性のある期間である。発情期に入ると、メスは性器を自ら舐める仕草が多くなり始める。この時期からメスは性器からフェロモンを発して周囲のオスに発情期を察知させるようになっている為、他のオスを興奮させない意味でも、ドッグランなど不特定多数のイヌがいる場所に発情期に入ったメスを連れ出す事は控える事が望ましい。次いで性器が充血して出血(生理)が始まる時期に移行する。この期間は概ね10日前後で、この時期にパートナーとなるオスと同居させる事で交配が行われる。
交尾の際には他のイヌ科の動物と同様に交尾結合が見られる。オスは陰茎が勃起する前に挿入し、挿入後に勃起する。陰茎骨があるため勃起前に挿入できる。後背位で結合した後にオスがメスの尻を跨いで反対向きとなり、尻同士を向かい合わせた状態で長い時は30分以上交尾が継続する。結合中は陰茎が勃起し、根元付近が特に大きく膨らみメスの膣から抜けなくなる為、射精が終了するまでは人の手でも引き離すことは難しい。ブリーダーによる血統証明書の申請の際には、この「尻を向かい合わせた姿勢」の写真を根拠として交配証明書を作成することが一般的である。
排卵期が過ぎた後の残りの2ヵ月余りは、メスの体内では黄体ホルモンが分泌されており、妊娠の有無に関わらず乳房の肥大や母乳の分泌、地面に穴を掘る営巣行動などが見られる場合がある。こうした状況は偽妊娠（想像妊娠）と呼ばれ、この期間が後述の実際の妊娠期間とほぼ重なる為、妊娠の真偽判定が難しくなる場合がある。その一方で、偽妊娠期間中で母乳が出るメスは他の子犬へ授乳する乳母の役目を果たせるため、ネグレクトなどの何らかの理由で子犬への生母からの授乳が期待できない場合に、こうしたメスに授乳を行わせる場合もある。同種族のみならず、ネコ科の動物など全く異なる種族の授乳や育児を行なった事例もある。妊娠期間は50～70日。1～12子を一度に出産するため、乳房を左右に5対持っているのが一般的である。生誕6～12か月目で成犬の大きさになり、その後の2～3か月目で性成熟する。これはオオカミの2年に比べて早熟である。小型犬は成犬に達するのが早いが成熟も早い。

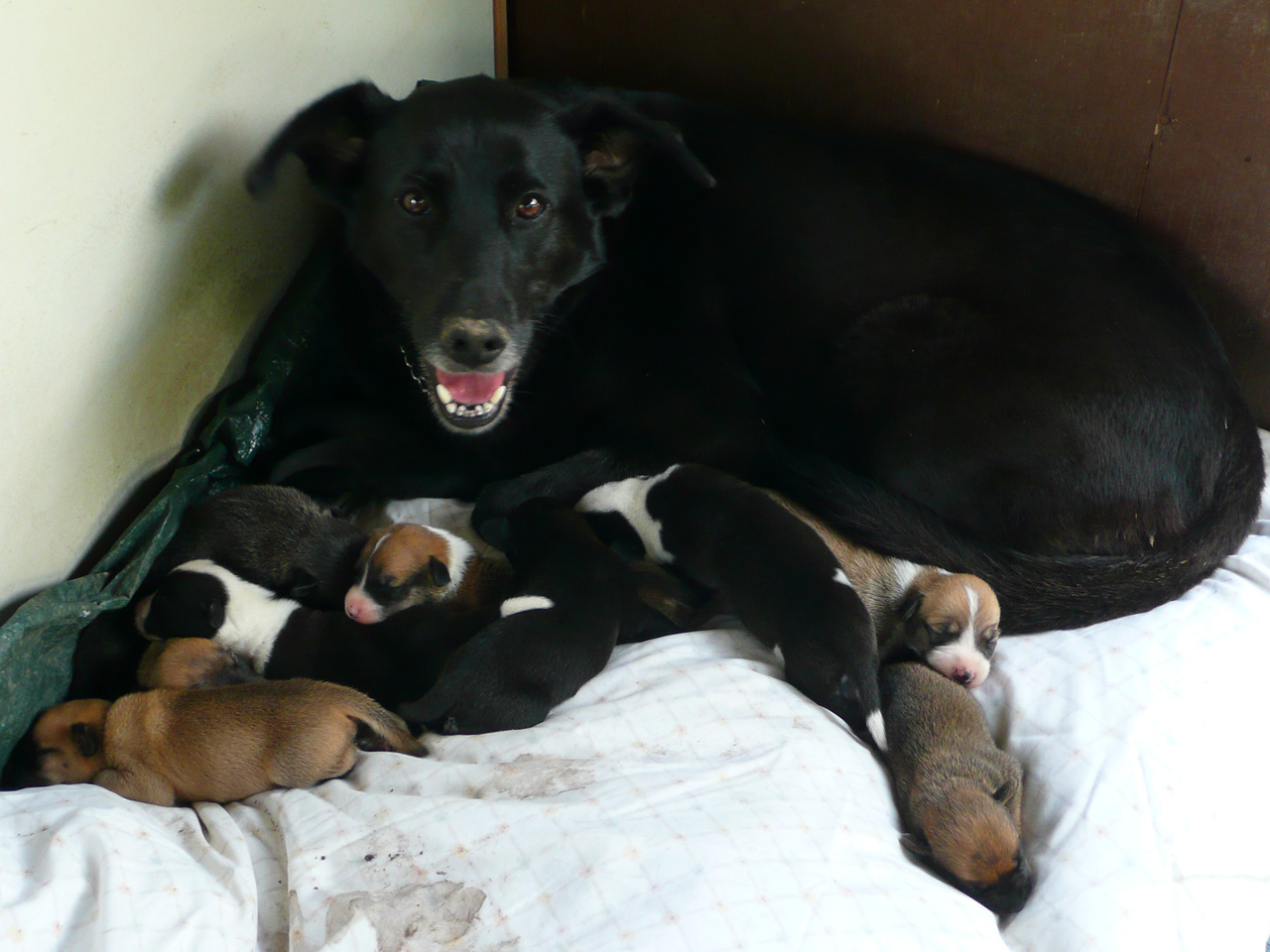
犬の母子
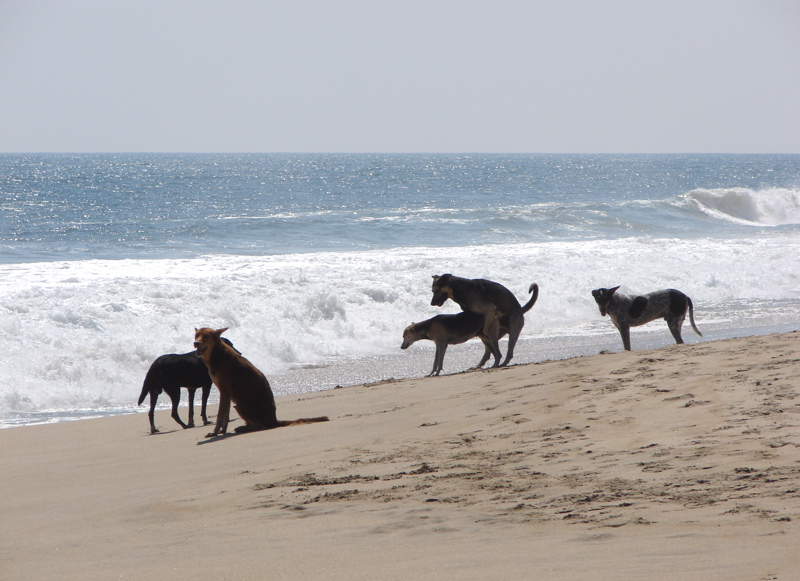
交尾を開始した犬
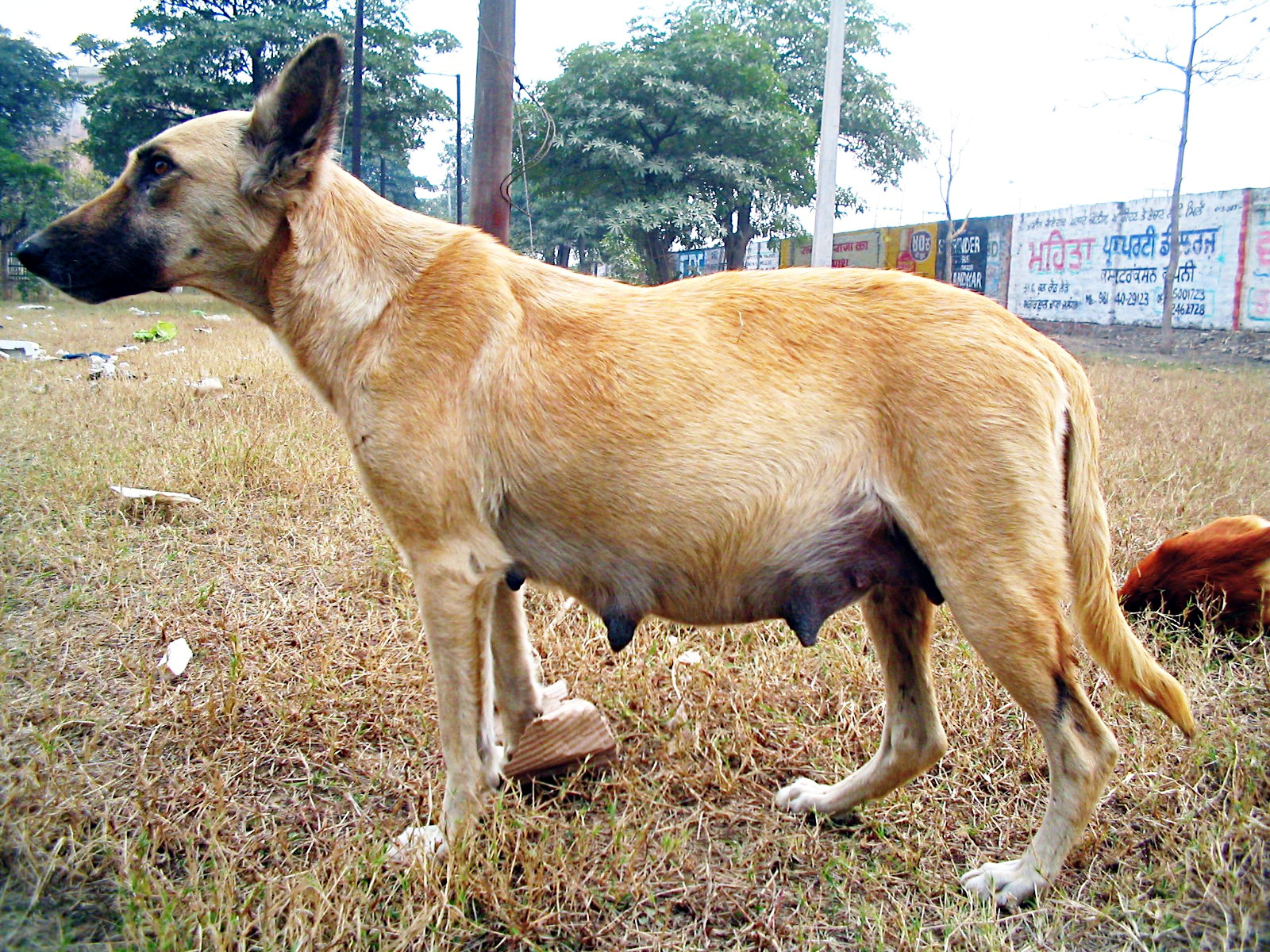
妊娠した犬
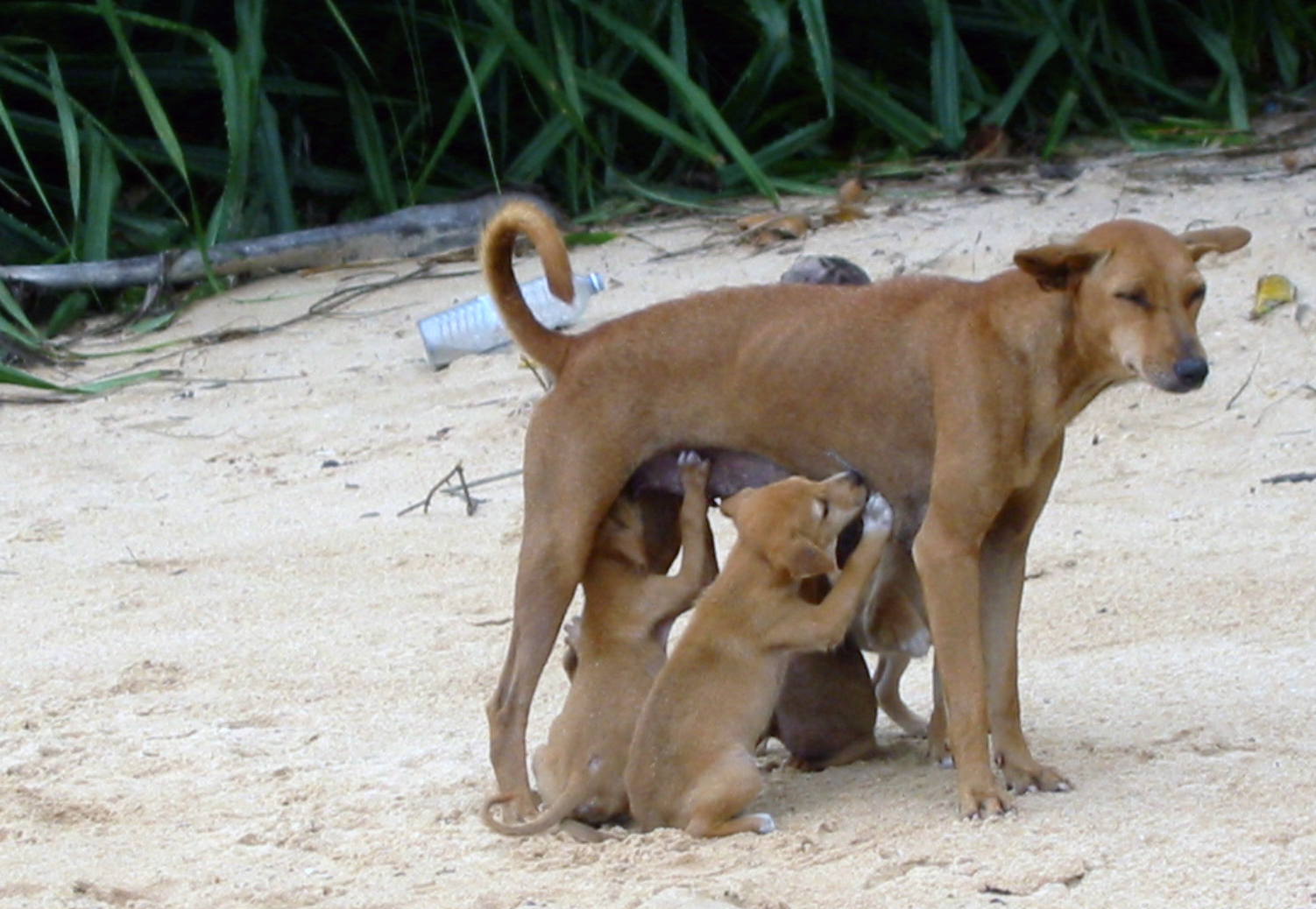
犬の授乳

### 寿命
イヌは10歳になると老犬の域になり、12歳から20歳程度まで生きる。ただし犬種や生育環境によっても異なり、基本的に大型犬のほうが小型犬よりも短命である。また、一般的には屋外飼育よりも室内犬のほうが長命の傾向がある。歳を取るスピードは若いほど早く成犬となってからは緩やかになる。イヌの年齢をヒトの年齢に換算する方法は諸説あるが、科学的根拠に基づいたものではなく必ずしも正確ではない。目安として、小型犬は生後1年でヒトの約17歳、生後2年で約24歳、大型犬は生後2年で約20歳、それ以降は小型犬で1年につきヒトの4歳程度分、大型犬は5から6歳程度分、歳を取ると考えられる。転じて、情報技術（IT）が普及した2000年前後には、ITの進化の目まぐるしさをイヌの1年がヒトの人生の数年分であることのようだと言うたとえから「ドッグイヤー」という比喩が使われた。
飼育環境の改善や犬フィラリア症予防などの動物医療の普及などによって、犬の平均寿命は伸びる傾向にある。

#### 世界最高齢のイヌ
ギネスブックは2023年2月、世界最高齢の犬、かつ史上最高齢の犬として、ポルトガルで飼われている当時30歳とされたラフェイロ・ド・アレンティジョの「ボビ」を認定した。「ボビ」は同年5月11日に31歳を迎え、同年10月21日に31歳と165日で死亡した。しかし人間に換算すれば200年も生きたことになるこの記録については直後より疑問が呈され、ギネスブックは記録の精査を開始。2024年1月16日には記録に疑義が生じたとして記録を一時停止とした。なおボビに続く最高齢の記録は、1939年に29歳5ヶ月で死去したオーストラリアの牧畜犬「ブルーイ」である。
2010年10月から2011年12月にかけて、生存する世界最高齢の犬と認定されていた日本の栃木県の雑種犬「ぷースケ」は、2011年12月5日の死没時点で26歳9ヶ月であり、人間の年齢で換算すると125歳以上と推定された。

### 社会性

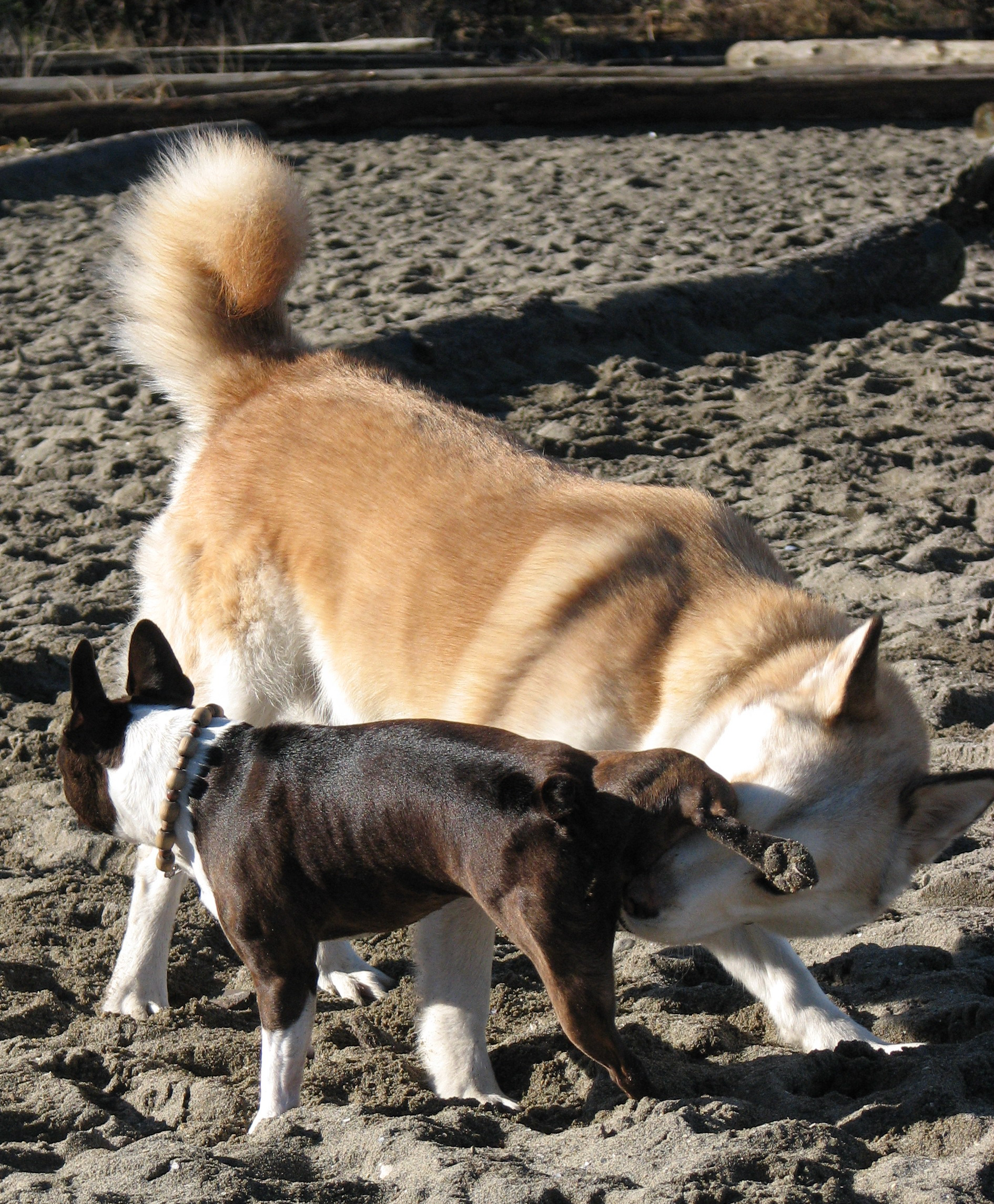
尻を嗅ぐことでイヌは互いの性別や若さ、強弱などが分かるという

イヌの特徴としてヒトと同じく社会的動物であることが挙げられる。意思疎通をするための感情や表情も豊かで、褒める、認める、命令するなどの概念を持っている。ヒトに飼われているイヌは、人間の家族と自身を1つの群れの構成員と見なしていると考えられ、群れの中の上位者によく従い、その命令に忠実な行動を取る。この習性のおかげでイヌは訓練が容易で、古くからヒトに飼われてきた。最古の家畜とする説が有力である。子犬を入手して飼う場合には、親犬の元での犬社会に対する社会化教育と新しい飼い主と家庭および周囲環境への馴化（じゅんか）との兼ね合いから、ほぼ6週齢から7週齢で親元より直接譲り受けるのが理想的とされる。

### 知能
全般的に高い知能を有する。また、犬種によってはより優れた学習能力を示す。総じて記憶力も高く、例えば狂犬病の予防接種を受けた犬は、次年度の接種に行く際、これを学習しているため嫌がったり、パニックを起こす事がある。また、試行錯誤を行う事もあり、例えば脱走するために首輪のフックを地面にこすりつけて外れないかどうか試行したり、室内で粗相をしたときは何か他のもの乗せてを隠し、とぼけたりするなどの行動を行う事もある。
他のイヌに対して関心を示し、威嚇する行動を取る品種とそうでないものがある。他の犬への関心の示し方や攻撃性は、躾によっても抑えることがある程度可能である。なお、イヌ自体の「人間に対しての関心の示し方や接し方」は現時点において未知のものが多く、その解明の為の研究が今も進められているが、近年の研究では、飼い主が示す「声を荒げて叱る」などの態度に対して敏感な反応を示すなど、人間の感情をある程度理解していることが明らかになっている。加えて、イギリスのオンライン科学誌『サイエンティフィック・リポーツ』において、犬が「意思疎通の手段」として使う目的で顔の表情をコントロールしている可能性があることが論文で掲載されている。
一方で、ある調査結果からは「人間の恐怖心」の有無を感じ取れる知性を持つことが判明しており、この内容は『Journal of Epidemiology and Community Health』（2018年2月1日付オンライン版）にて掲載されている。さらには、イヌ自体にも人間同様に嫉妬の感情を持つ可能性があるとする研究結果が発表されており、これらの研究結果は『Psychological Science』へ2021年4月7日付で掲載されている。
また、イヌ自体にも感情の昂りがあり、感極まると涙を流すことを日本の麻布大学の研究チームが確認・発表している。
イヌは他者の情動を読み取るだけでなく、視線を読み取ることで「きっとこの人はこう考えているのだろう」と他者の意図を推測する社会的知能があるとされる。この他者の視点に立ち適切な判断を下す能力を「共同注視（joint attention）」といい、心の理論の基礎をイヌが備えていると考えられる要素のひとつとなっている。また、イヌは他者の顔から視線を追跡し、対象物について予測した後に再度視線を合わせようとする「交互凝視（gaze attention）」という動作を見せる。ペットのイヌが空の餌皿を見た後に飼い主を見上げてくるという動作を繰り返す、などがよく典型的な例として挙げられる。ヒトの交互凝視は相手が何を見ているかの確認の伝達から、自分の視線の意味を相手に理解させようとする催促、自分の感情を伝える共感へと段階的に高度になるが、イヌは催促の段階までは使いこなしていると考えられている。

## イヌの起源
イヌは最も古くに家畜化された動物であり、手に仔犬（イヌかオオカミかはっきりしない）を持たせて埋葬された1万2千年ほど前の狩猟採集民の遺体がイスラエルで発見されている。分子系統学的研究では1万5千年以上前にオオカミから分化したと推定されている。イヌの野生原種はオオカミ（Canis lupus）の亜種のいずれかと考えられている。イヌのDNAの組成は、オオカミとほとんど変わらない。イヌがオオカミと分岐してからの1万5千年という期間は種分化としては短く、イヌを独立種とするかオオカミの亜種とするかで議論が分かれているが、交雑可能な点などから亜種とする意見が優勢となりつつある。本項の分類もそれに従っている。イヌとオオカミの交雑に関しては、別項「狼犬（ハイブリッドウルフ）」も参照のこと。

## イヌと人の関係の歴史

### 世界におけるイヌの歴史

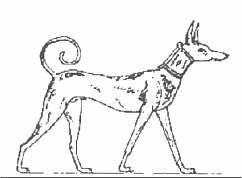
古代エジプトの壁画に描かれたイヌ（紀元前2300年頃）

人間と暮らし始めた最も古い動物であるイヌは、民族文化や表現の中に登場することが多い。
古代メソポタミアや古代ギリシアでは彫刻や壷に飼いイヌが描かれており、古代エジプトでは紀元前3500年前の墓の壁画にリードを付けて共に歩いている様子が描かれているが、犬の首輪とリードはシュメール人によって発明された説が有力である。その根拠として、古代メソポタミアの都市ウルから紀元前3300年前のものとされる狩猟犬サルーキの首にかけられる金の首輪が見つかっており、犬を初めて家畜化したのもメソポタミアの地域と考えられているからである。近隣のサウジアラビアのハーイル地方においては、5000年前から9000年前と思われるイヌの壁画が発見されている。現存するイヌの絵では最古のものではないかと言われている。リードでつながれた痕跡があることから、新石器時代以前の狩猟にイヌが飼い犬として用いられた証拠であるとされている
。

古代エジプトでは、飼い犬が死ぬと丁重に埋葬された（例として、ファラオの命令でファラオの護衛犬であったAbuwtiyuwが冥界の神に丁重に扱われるよう香や棺などが与えられ、墓を建てさせ儀式的に埋葬された）。また、犬は死を司る存在アヌビス神と関連付けられ、アヌビスと死者との間を犬が仲介すると信じられ、アヌビスの神殿にはミイラ化されて納められた。また、メソアメリカでは犬を副葬とし、冥界の案内として冥界の神とも関連付けした。古代中国でも死者を冥界へ導くとされ、古代東アジアでも広く冥界の導犬として副葬にされた。古来、人間の感じることのできない超自然的な存在によく感応する神秘的な動物ともされ、死と結びつけられることも少なくなかった（地獄の番犬「ケルベロス」など）。
中国の新石器時代の遺跡からは、犬の骨が大量に出土している。中国大陸に住む人々（たとえば長江流域の人々）は犬を食べる文化（犬食文化）を持っていたと張競は指摘する。紀元前1300年頃の、知られる限り最古の漢字資料の一つである甲骨文字には、犬の姿を象った象形文字「」が存在している（この文字が受け継がれて今日の「犬」という字になった）。甲骨文における記録によれば、当時犬は主に豚・牛・羊などとともに祭礼の犠牲として用いられており、また狩猟にも用いられていた。
紀元前2000年頃の古代メソポタミアの説話『エンメルカルとアラッタ市の領主』では、アラッタ領主が「黒でなく、白でなく、赤でなく、黄でなく、斑でもない犬を探せ」と難題を命じる場面があり、この頃には既にこれらの毛並みの犬が一般的であったことがわかる。紀元前に中東に広まったゾロアスター教でも犬は神聖とみなされるが、ユダヤ教では犬の地位が下り、聖書にも18回登場するが、ここでもブタとともに不浄の動物とされている。イスラム教では邪悪な生き物とされるようになった。
中央アジアの遊牧民の間では、家畜の見張りや誘導を行うのに欠かせない犬は大切にされた。モンゴル帝国のチンギス・カンに仕えた側近中の側近たちは、四駿四狗（4頭の駿馬と4頭の犬）と呼ばれ讃えられた。
ヨーロッパ人によるアメリカ大陸の発見前の同地では、犬は唯一とも言える家畜であり、非常に重要な存在であった。人間にとってなくてはならない労働力であり、猟犬、番犬、犬ぞり用の犬などに活用された。

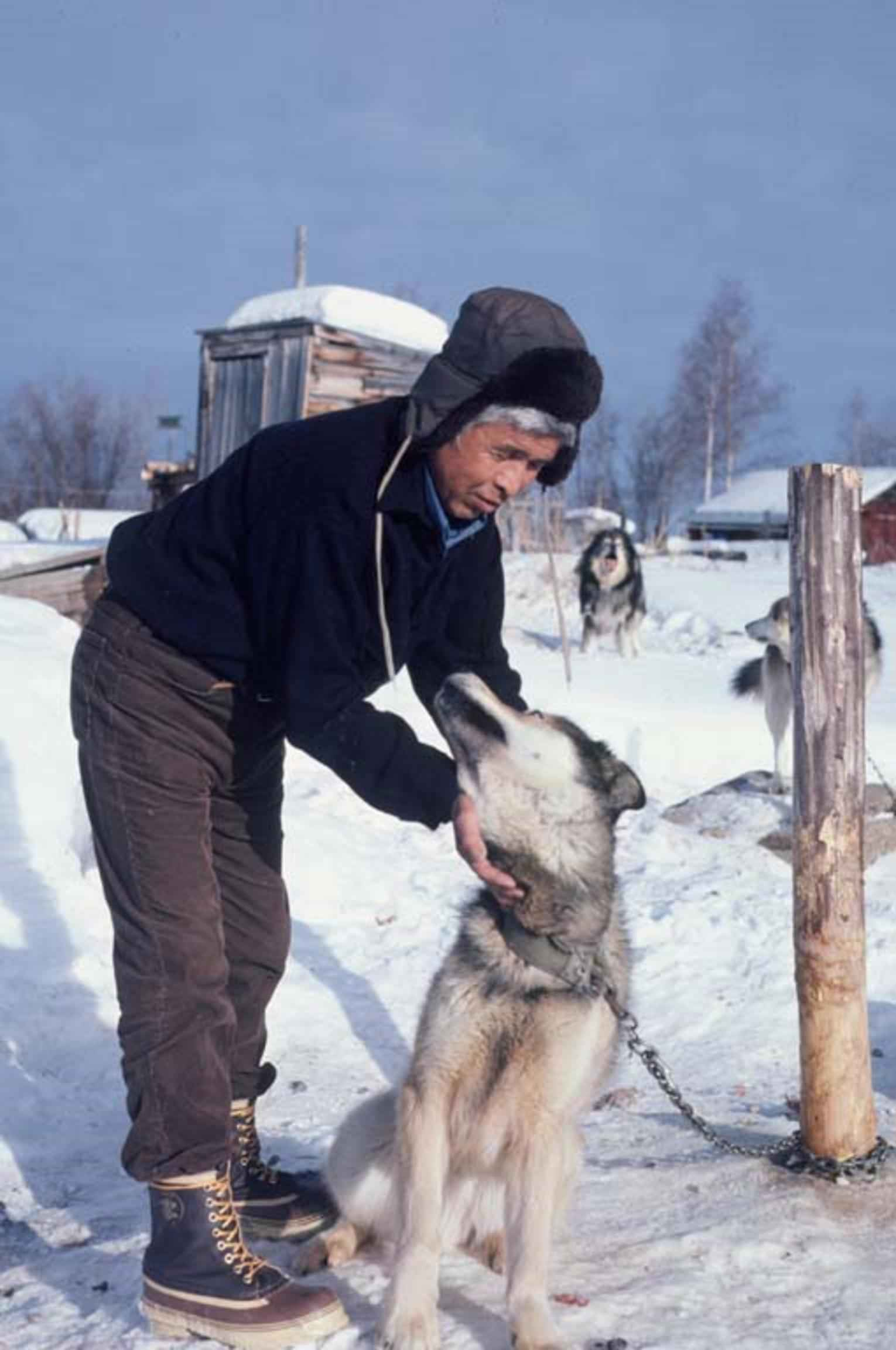
ネイティブ・アメリカンと犬ぞり用の犬（現代）
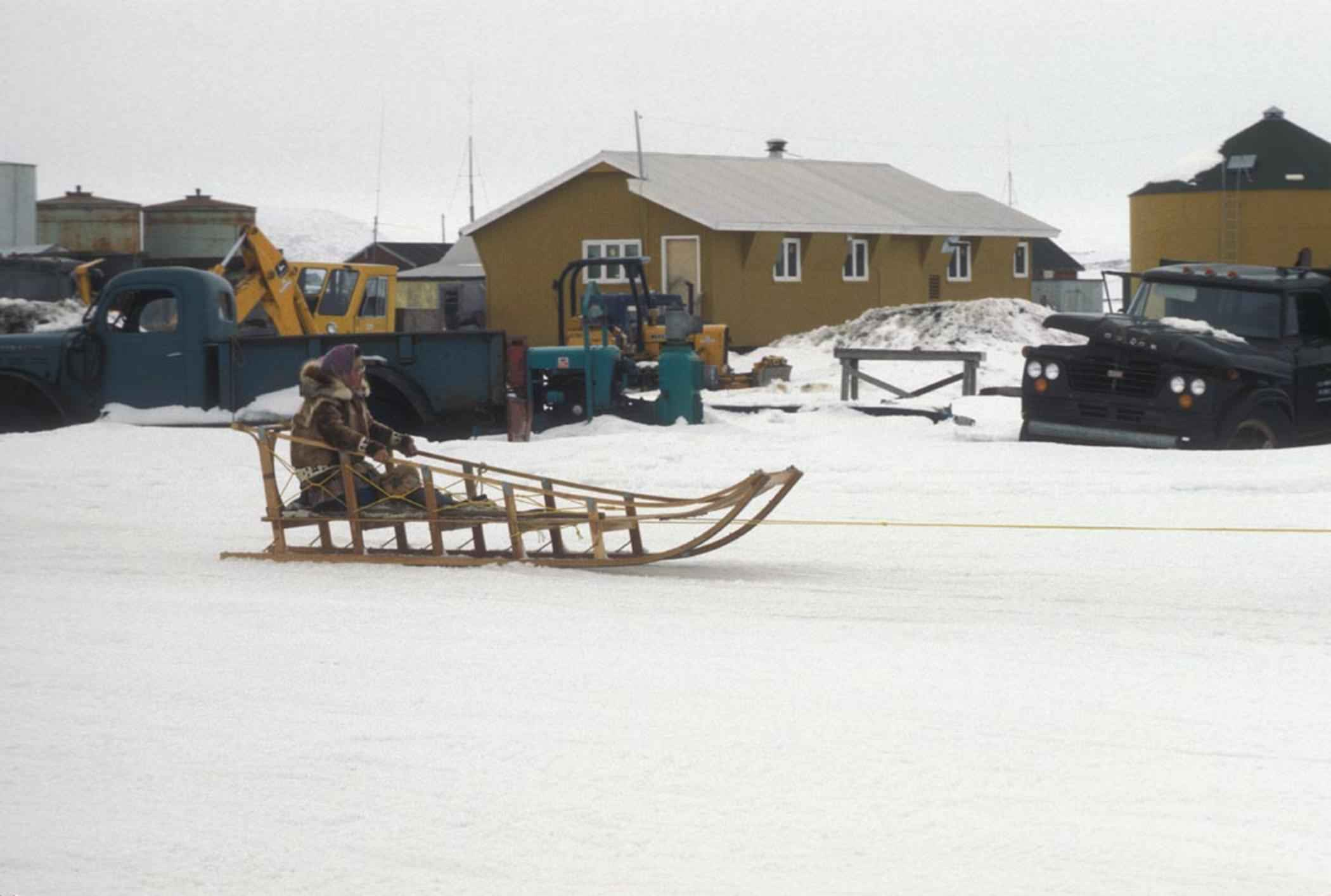
現在のアラスカに住むネイティブ・アメリカンの女性と犬ぞり

また祭りでの生贄やご馳走として様々に利用された。ユイピの儀式など、祭りにおいて犬の肉は重要な存在である。また、白人によって弾圧されたインディアン諸部族の中で、シャイアン族の徹底抗戦を選んだ者たちは、Hotamétaneo'o（ドッグ・ソルジャー、犬の戦士団）という組織を作り、白人たちと戦った。
中世ヨーロッパでは、宗教的迷信により猫は「魔女の手先（使い魔）」として忌み嫌われ虐待・虐殺されたのに対し、犬は「邪悪なものから人々を守る」とされ、待遇は良かった。
欧米諸国では、古代から狩猟の盛んな文化圏のため、猟犬としての犬との共存に長い歴史がある。今日では特に英国と米国、ドイツなどに愛犬家が多い。英国には「子供が生まれたら犬を飼いなさい。子供が赤ん坊の時、子供の良き守り手となるでしょう。子供が幼年期の時、子供の良き遊び相手となるでしょう。子供が少年期の時、子供の良き理解者となるでしょう。」という諺がある。世界で最古の愛犬家団体である1873年に設立された英国のケネルクラブ（ザ・ケネルクラブ）および1884年に設立された米国のアメリカンケネルクラブ（アメリカンケネルクラブ）がそれを物語っている。ヨーロッパ諸国の王家や貴族の間では、古来、伝統的に愛玩用・護衛用・狩猟用などとして飼われている。特にイングランド王のチャールズ2世およびエドワード7世は愛犬家として有名である。英国の女王ヴィクトリアはコリーなどの犬を多数飼っていた。エリザベス2世も愛犬家で知られていた。英国王室は今でも犬舎を所有して飼育と繁殖を行っている。プロイセン（ドイツ）のフリードリヒ大王（フリードリヒ2世）は常に身辺に数匹のイタリアン・グレイハウンドを侍らせていた。大王はポツダムにある墓所に愛犬達とともに葬られた。政治家では歴代のアメリカ合衆国大統領に愛犬家が多い。特にクーリッジ大統領とフランクリン・ルーズベルト大統領は愛犬家として有名である。

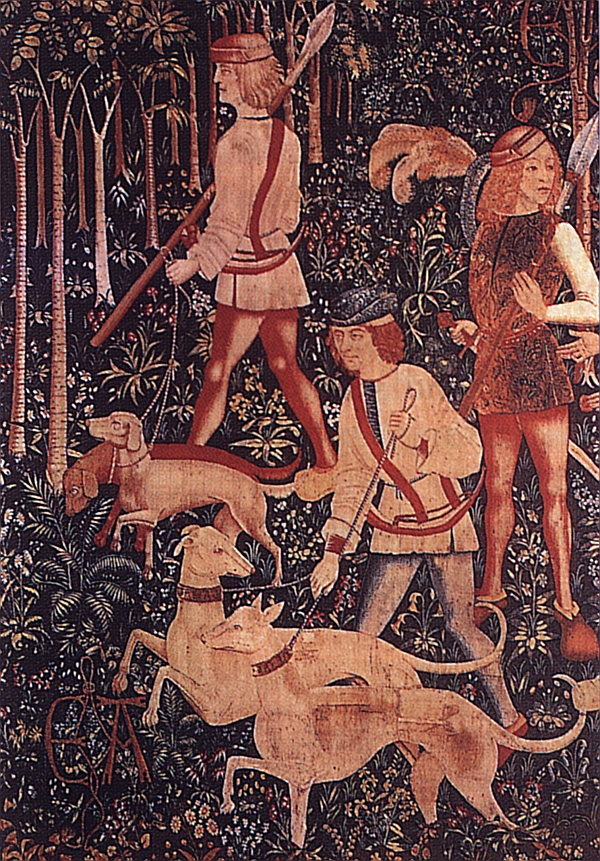
猟をする人々と猟犬（15世紀）
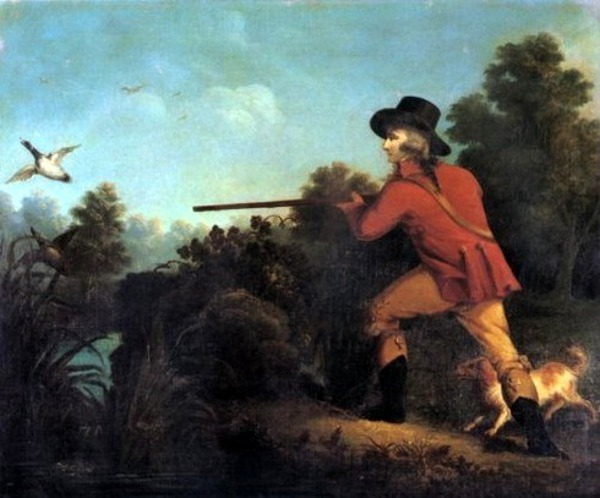
鴨を狩る人と犬（19世紀）
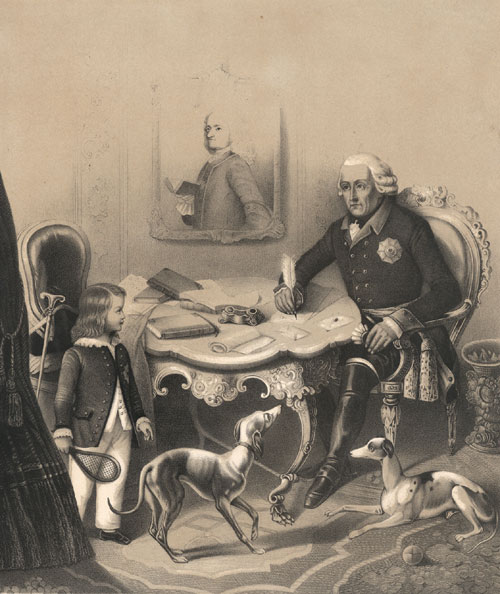
フリードリヒ2世と犬たち
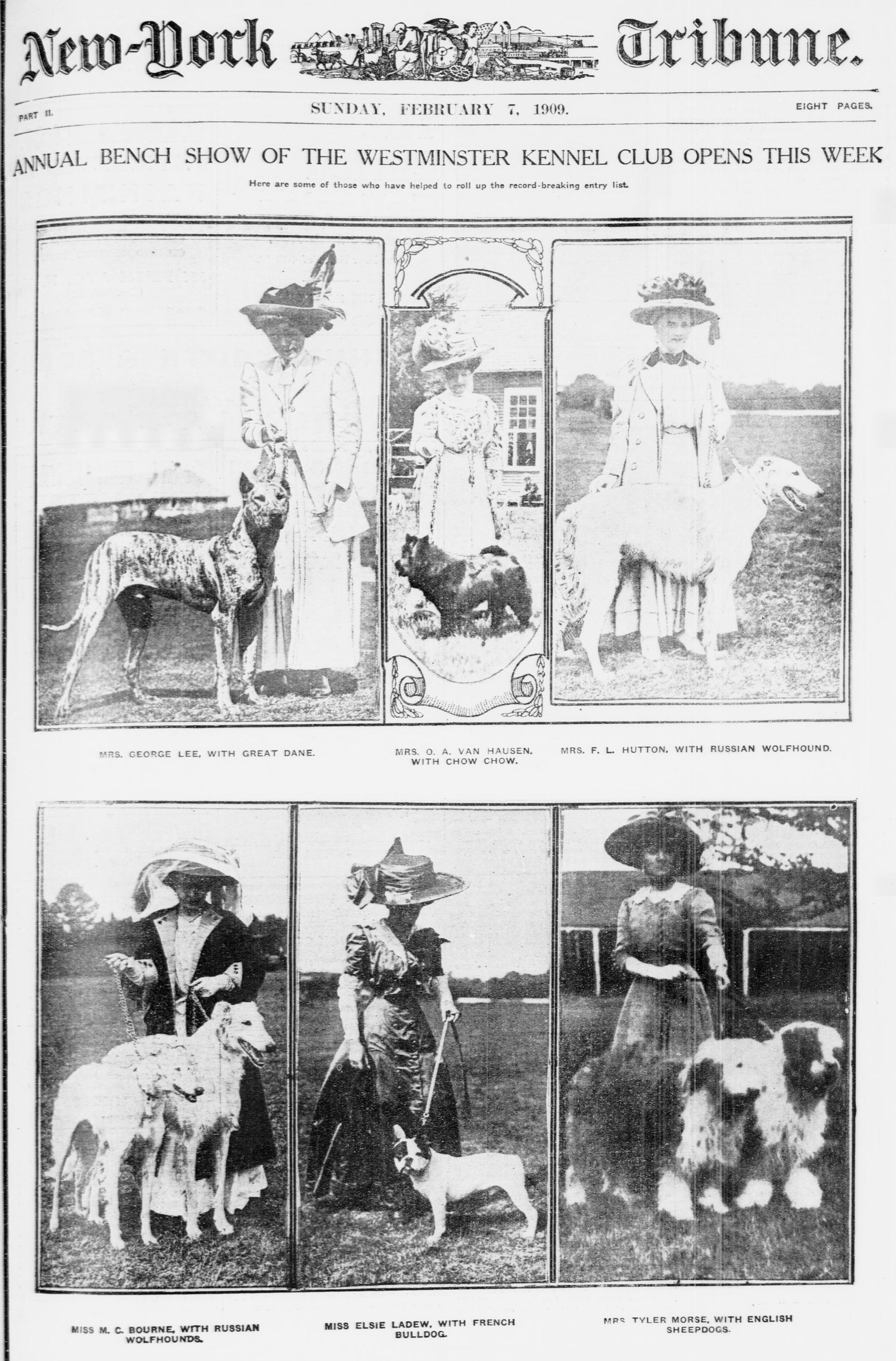
ニューヨーク・トリビューン紙に掲載されたウェストミンスター・ケネルクラブ・ドッグショー（英語版）のイベント情報（1909年）
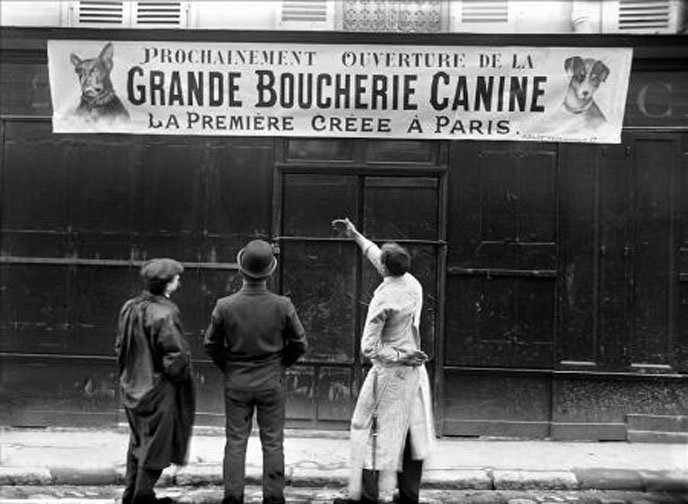
フランスの首都パリ市内における犬肉店（1910年）

一方、19世紀後半のイギリスでは狂犬病の原因を巡って大きな論争が起きた。狂犬病はイヌに噛まれることによる感染症であるという主張が流布し、不潔な下層階級の飼う犬、気性の荒い狩猟犬が特に疑いの目を向けられた。人々のヒステリックな対応により、何万匹ともいわれるイヌが狂犬病予防の名目で殺されたが、歴史家のハリエット・リトヴォによれば、19世紀に殺されたイヌのうち、精神に異常をきたしていたイヌは5パーセントに過ぎず、そのうちの四分の三はてんかんか風変わりな外見だったという。
現在の欧米諸国では多くの犬が家族同然に飼われている。日本では5世帯に1世帯がイヌを飼っているといわれている。イスラム圏では（牧羊犬以外では）イヌが飼われることは少ない。

#### イヌの文化的印象
犬は欧米や日本など世界の広い地域で一般的に親しまれている。一方で、犬を忌み嫌ったり、虐げたりする文化圏や民族もある。サウジアラビアでは一般に嫌悪の対象である。コンゴのムブティ族は、犬を狩りに必要な「貴重な財産」と見なしつつも忌み嫌っており、彼らの犬は馬鹿にされ殴る蹴るなどされる。欧米では犬をペット・家族の一員と考えるため犬肉食はタブー視されるが、インドや中東で犬肉を食べる習慣がないのは、古代ヒンドゥー教やイスラム教では犬を卑しく汚らわしい害獣と見なしているため犬肉食をタブー視していると考えられる。
イランでは犬をペットとして愛玩する人が増えているのに対して、イスラム保守派が「西洋化の象徴」と批判している。

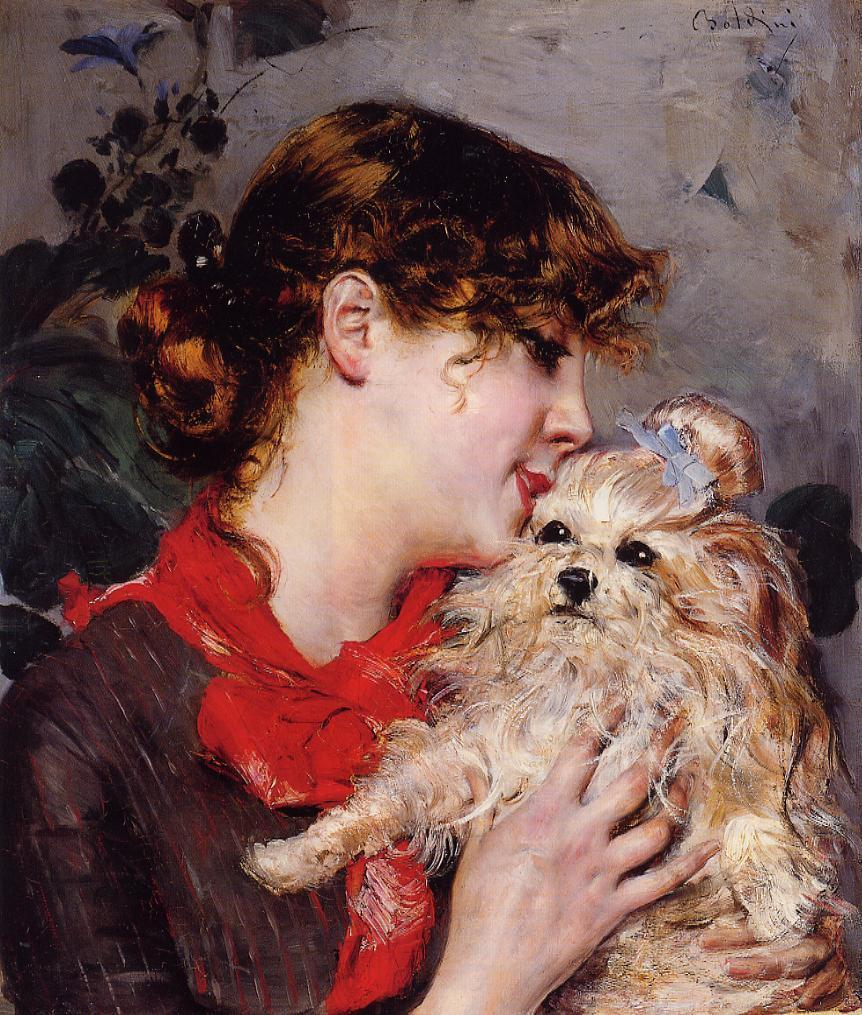
ジョヴァンニ・ボルディーニ（en） 『レジャーヌ夫人』（1885年）

犬は一般に出産が軽い（安産）とされることから、日本ではこれにあやかって戌の日に安産を願い、犬張子や帯祝いの習慣が始まるようになる。
「人間の最良の友 (Man's best friend)」と言われるように、飼い主やその家族に忠実なところはプラスイメージが強い。近代日本では忠犬ハチ公の逸話が多くの国民に愛されたほか、江戸時代以前にも主人の危機を救おうとした伝説・民話も多い（秋田県大館市の老犬神社など）。他方、東西の諺や、日本語にある「犬死に」「犬侍」「犬じもの」「負け犬」といったネガティブな成語・熟語に使われることも多い。また、忠実さを逆手にとって、権力や体制側に順従に従っている人物や特定の事物（思想や団体・有名人など）を盲目的に支持・信奉する人物や、スパイの意味でも、人間以下であるという意味でも「犬」が用いられる。植物の和名では、イヌタデ、イヌビエ（en）など、本来その名をもつ有用な植物と似て非なるものを指すのにしばしば用いられる。
フィクションにおいて、戦いを求めてやまないキャラクターに対する綽名としてよく使われる「狂犬」は、畏怖と侮蔑の両方を孕んだ表現である。

### 日本におけるイヌの歴史

#### 先史時代

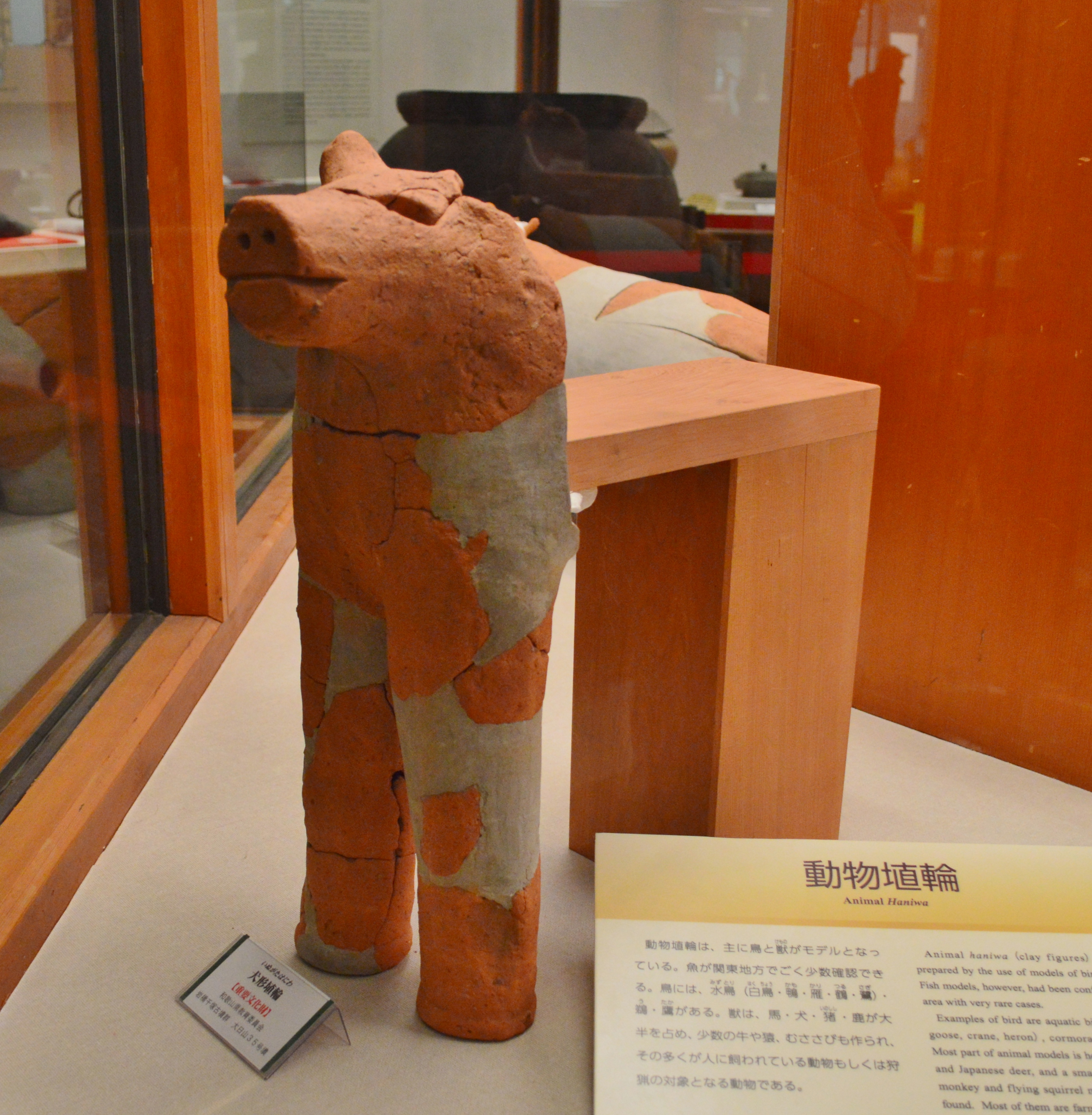
犬型埴輪（大日山35号墳）

日本列島における犬の詳細な起源は不明であるが、縄文時代早期からの遺跡から犬（縄文犬）が出土している。その一部は埋葬された状態で発見されているが、多数例は散乱状態で出ており、家族の一員として飼われた犬と、そうでない犬がいたと考えられる。縄文早期から中期には体高45センチメートル前後の中型犬、縄文後期には体高40センチメートル前後の小型犬に変化しており、これは日本列島で長く飼育されたことによる島嶼化現象と考えられている。
なお、1990年代に縄文人と犬との関係の定説に再考を迫る発見があった。霞ヶ浦沿岸の茨城県麻生町（現行方市）で発掘調査された縄文中期から後期の於下貝塚より、犬の各部位の骨が散乱した状態で出土した。犬の上腕骨1点に、解体痕の可能性が高い切痕が確認された。調査報告では、犬を食用として解体していた物的証拠と評価しており、日本列島における犬食の起源がさらに遡る可能性が高い。
弥生時代に犬の埋葬例は激減する。また、墓に供えられた壺の中に、犬の骨の一部が入っていることがあり、犬が人間の墓の供え物になったことがわかる。長崎県の原の辻遺跡などでは、解体された痕のある犬の骨が発見され、食用に供されたことも窺える。遺跡からは縄文犬と形質の異なる犬も出土しており、大陸から連れてきたと考えられる。

## 関連文献
- 小宮孟『イヌと縄文人‐狩猟の相棒、神へのイケニエ』〈歴史文化ライブラリー〉吉川弘文館、2021年11月　ISBN　9784642059374

### 古代
『日本書紀』には日本武尊が神坂峠を超えようとしたときに、悪神の使いの白鹿を殺して道に迷い、窮地に陥ったところ、一匹の狗（犬）が姿を現し、尊らを導いて窮地から脱出させたとの記述がある。そして、『日本書紀』には天武天皇5年4月17日（675年）の条に、4月1日から9月30日の期間、牛・馬・犬・猿・鶏の、いわゆる肉食禁止令を出している。なお、長屋王邸跡から出土した木簡の中に子を産んだ母犬の餌に米（呪術的な力の源とされた）を支給すると記されたものが含まれていたことから、長屋王邸では、貴重な米を犬の餌にしていたらしいが、奈良文化財研究所の金子裕之は、「この米は犬を太らせて食べるためのもので、客をもてなすための食用犬だった」との説を発表した。
奈良時代・平安時代には貴族が鷹狩や守衛に使う犬を飼育する職として犬養部（犬飼部）が存在した。
平安京では、犬が人間の残飯や排泄物を食べていた。また、埋葬されない人の死体が放置され、犬に食われることが珍しくなかった。

### 中世

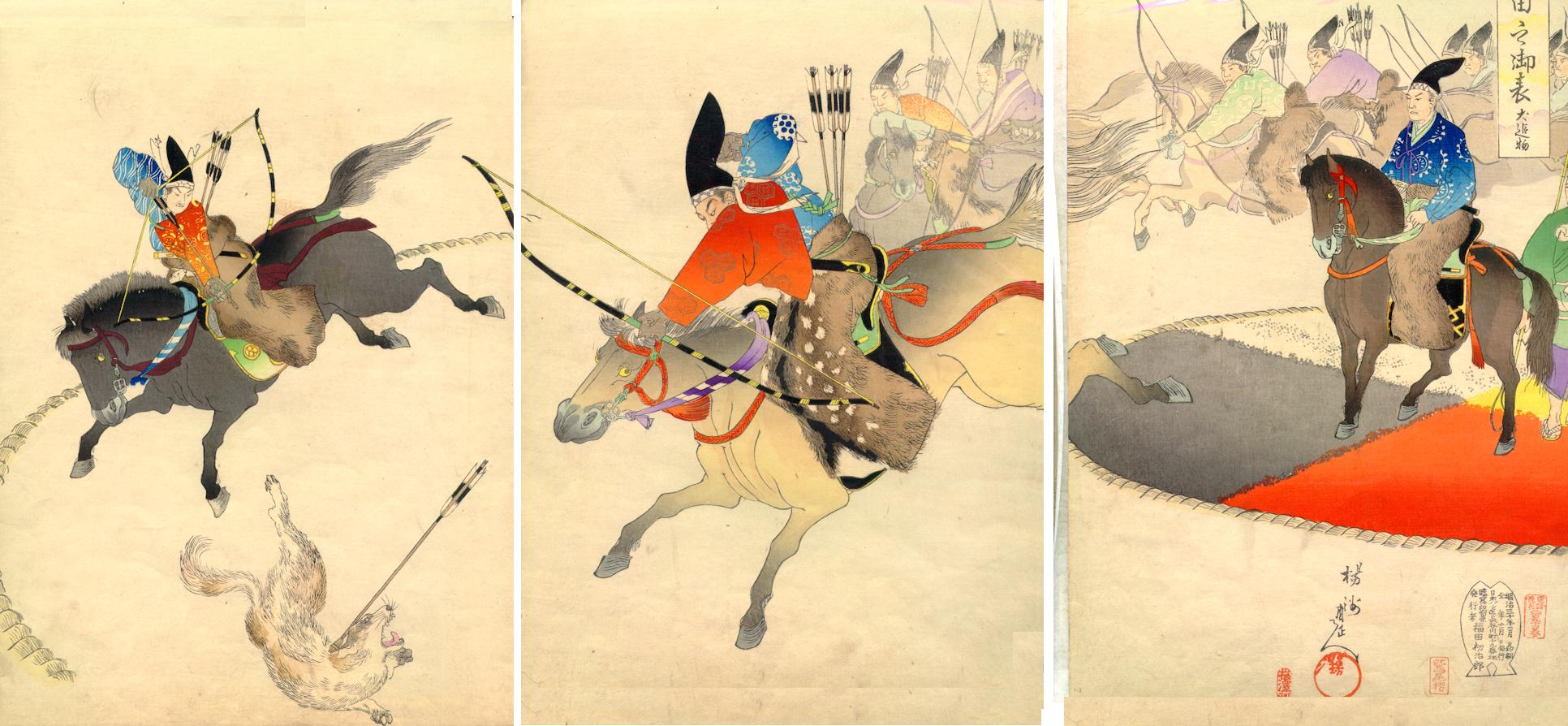
犬追物

鎌倉時代には武士の弓術修練の一つとして、走り回る犬を蟇目矢（ひきめや。丸い緩衝材付きの矢）で射る犬追物や犬を争わせる闘犬が盛んになった。
肉食忌避の観念がある一方で、室町時代の草戸千軒町遺跡からは食用にした跡が残る犬の骨が見つかった。浄土真宗の宗祖親鸞は『大般涅槃経』を参考に浄肉（食べてもよい肉）・不浄肉（食べてはいけない肉）の区別を行った際、犬肉を猿肉などとともに不浄肉に分類するなど、犬肉食を忌避する考え方も生まれた。
南北朝時代以降には軍用犬として犬を活用する武将も現れ、『太平記』には越前国鷹巣城(現・福井県高須山)攻防戦に於いて、南朝方の守将、畑時能が愛犬「犬獅子」と2人の従者と共に寄せ手の北朝方の砦を攻め落とす逸話が記述されており、江戸時代に歌川国芳が干支の動物と縁の深い歴史上の人物を浮世絵に描いた『武勇見立十二支』にて戌年に畑時能と犬獅子が描かれるなど、人々に広く知られる存在となった。戦国時代には武蔵国の武将太田資正が、岩槻城と松山城の緊急連絡手段として伝令犬を用い、北条氏康方の包囲を突破して援軍要請に成功し、度々撃退していた逸話が『関八州古戦録』や『甲陽軍鑑』に記述されている。太田資正の伝令犬戦術は「三楽犬の入替え」と呼ばれ、日本における軍用犬運用の最初の例とされている。日本の中世で犬が軍用に利用されたことを伝える逸話はこれだけのようである。日本では犬を改良して「武力」のひとつとして使うという思想はなかった。

### 近世

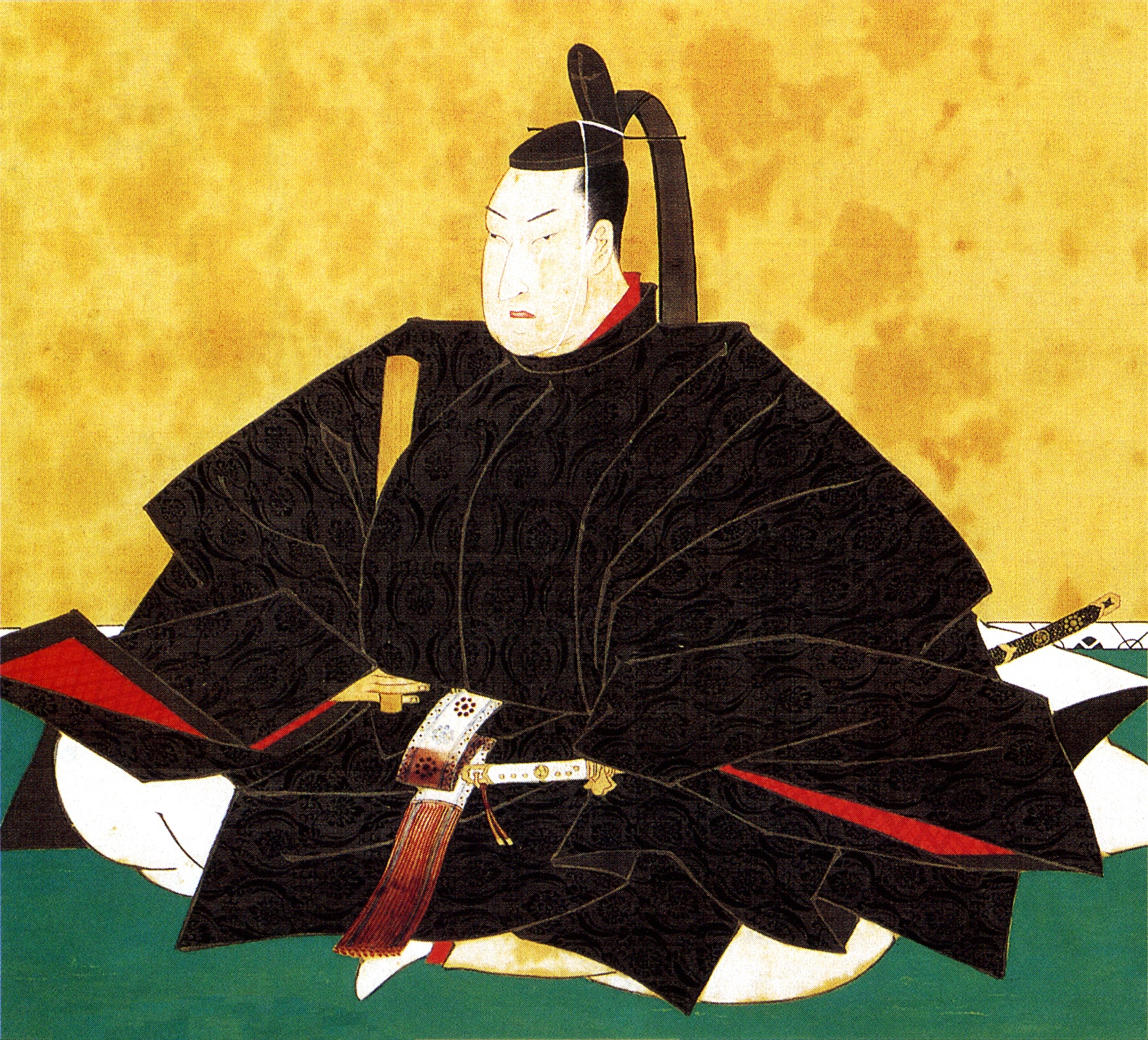
徳川綱吉

江戸幕府中期、江戸では野犬が多く、赤ん坊が食い殺される事件もあった。5代将軍・徳川綱吉は戌年の戌月の戌の日の生まれであったため、彼によって発布された「生類憐れみの令」（1685- 1709年）において、犬は特に保護（生類憐れみの令は人間を含む全ての生き物に対する愛護法令）され、元禄9年（1696年）には犬を殺した江戸の町人が獄門という処罰まで受けている。綱吉は当時の人々から「犬公方」（いぬくぼう）とあだ名された。
徳川綱吉は狆を愛玩したようで、綱吉は二人の大名に狆を飼わせたため、二人は高価な狆を求め百余匹も飼育していた。それらの狆は綱吉の命によって江戸城に納められたが、狆は役人に護送され、立派な乗り物に乗せられて登城したという（『三王外記』）。この法令が直接適用されたのは天領であったが、間接的に適用される諸藩でも将軍の意向に逆らうことはできなかった。綱吉の後を継いだ徳川家宣の治世当初に生類憐れみの令は廃止された。天明の大飢饉により米価が高騰し深刻な米不足が起こった際、江戸北町奉行・曲淵景漸がイヌやネコの肉の価格を示して「米がないならイヌやネコの肉を食え」と発言し町人の怒りを買い、江戸市中で打ちこわしまで引き起こす結果となった。

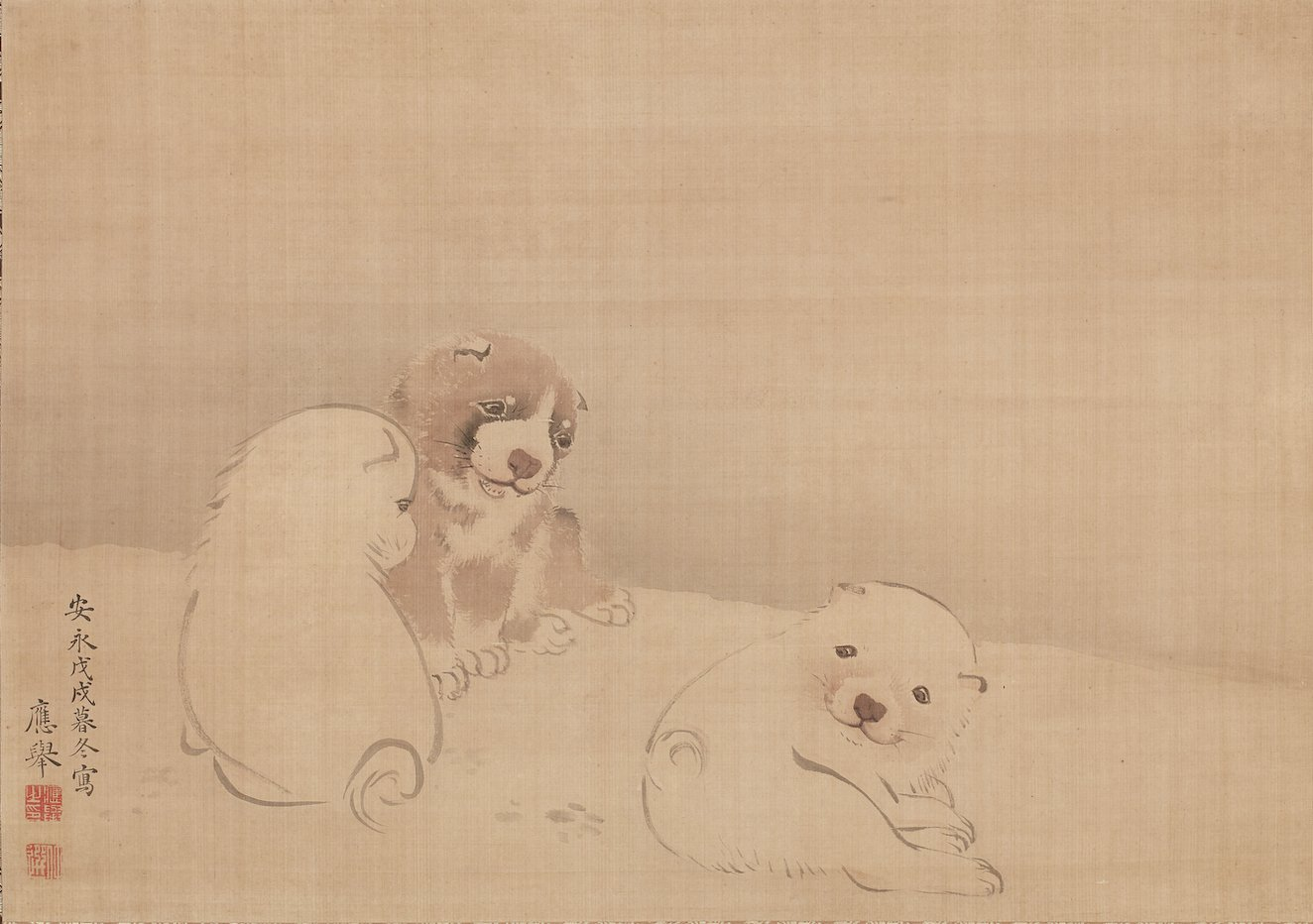
『狗子図』（円山応挙・1778年）

### 近現代
幕末・明治維新期には開国・文明開化により西洋人が日本へ渡り、西洋の文物ももたらされ洋犬を飼う習慣が流行し、ともに1873年（明治6年）刊行の昇斎一景『開花因循興発鏡』や歌川芳藤『本朝舶来戯道具くらべ』など浮世絵にも洋犬が描かれている。当時、洋犬は「カメ」もしくは「カメヤ」と呼ばれていた。これは、西洋人が犬に対して"come,come（来い、来い）" "come here（おいで）"と呼んでいるのを犬という意味そのものであると誤解し、それらの聴音を犬にあてがったもとされており、これらの呼称は仮名垣魯文による『西洋道中膝栗毛』や、渡辺温訳によるイソップ寓話『通俗伊蘇普物語』にも登場している。
1900年、警視庁は狂犬病の続発により、家犬の口網実施など、取締を告諭した。1921年3月8日、警視庁は畜犬取締規則を施行した。

### 現代
日本ではおよそ5世帯に1世帯がイヌを飼っている。ただし集合住宅では、ペット飼育ができない旨の規約に入居時に同意させるところもある。一般社団法人 ペットフード協会の調査によると2021年の「推計飼育頭数」において犬は７１０万６千頭とされ、ネコの８９４万６千頭（外猫の数は含まれていない）を下回る。

### 日本犬

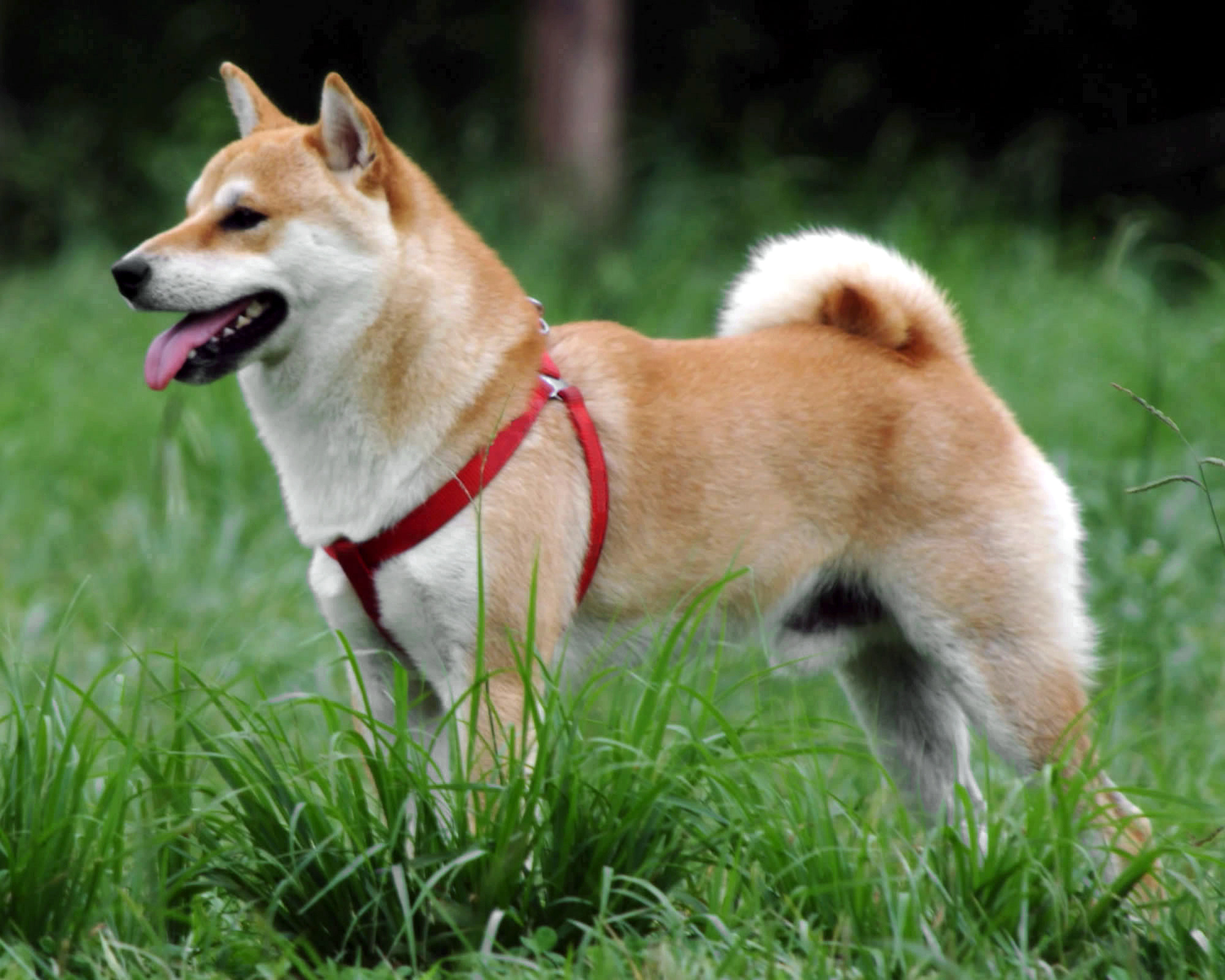
柴犬は日本犬

日本犬とは国の天然記念物に指定されている6犬種を始めとする古くから日本に存在する犬種の総称である。また、土佐闘犬などの外来の犬種を日本で交配して作出した犬種も含める場合もある。
- 秋田犬
- 甲斐犬
- 紀州犬
- 柴犬
- 四国犬
- 北海道犬

## 人間社会との関わり
元来は、住居の見張り（番犬）、次いで狩猟の補佐などのために家畜化されたと考えられるが、現在は、都市部を中心に主として愛玩用に、住居のまばらな地方の戸建て住居等では番犬として飼われている。長い年月をかけて交配が試みられ、ダックスフンド、トイ・プードル、ブルドッグなど、用途に応じたさまざまな品種が開発されてきた。19世紀に生まれたケネルクラブによって、外形、気質などにより犬種の人為的な選別が進んだが、20世紀以降に生まれた新犬種の多くは、見た目だけのために作られたものが多い。イヌは人間によって最も人為的改良をくわえられた動物であると言え、「シェイプシフター」（変身動物）と呼ぶ研究者がいるように、小さなチワワから大型のセント・バーナードまで、幅広いサイズと形態をもつに至った。

### 飼い主の有無などによる犬の状態の分類
犬と飼い主との関係の有無などを基準に分類すると、おおむね以下のような状態の犬がいる。
- 飼い犬: 飼い主がいる状態の犬。
- 迷い犬: 飼い主とはぐれた犬。飼い主の側も犬の側も、望んでいるのに互いを見つけられなくなっている状態。
- 捨て犬: 飼い主に捨てられた犬[81]。飼い主が（なんらかの理由で）飼育することを放棄した犬。
- 野良犬:　飼い主がいなくなり、人家の周りをうろついて残飯などを食って生きている犬（人に懐く犬もいる）[82]。
- 野犬 : 一般には、人から離れて山野に住み着くようになり、鳥獣を捕食するようになった野生化した犬[82]。月日がたつうちに住宅街などからも離れて、行動範囲を主に野原や森や山などに移し、自力で鳥や小動物などを捕えて食べて生きている。野犬生活が長引くと、荒々しい性格になってゆく。野犬の親犬から生まれ、人とまったく交流がない状態で成犬となった個体は「飼い犬」的な性質はほぼ無く、人に対して強い警戒心や敵対心を抱き、人に懐きにくい。オーストラリア大陸のディンゴなども世代を重ねた野犬の一種である。
- 保護犬 : さまざまな事情で「施設」に保護されている犬[83]。たとえば捨て犬、迷い犬、野良犬、野犬、さらにはブリーダーが飼いきれなくなり（野良犬や野犬にならぬよう）意図的に保護団体に引き渡した犬などが保護犬となる[83]。新たな飼い主（＝里親）となることを望む者が名乗り出て諸条件を満たしていれば、引き取られてゆく。だが、保護の状態や期間は「施設」の種類により異なっている。

### 人間による犬の利用法や関係
イヌは、下記のような形で人間に使役犬として訓練され、あるいは人間と関わってきた。

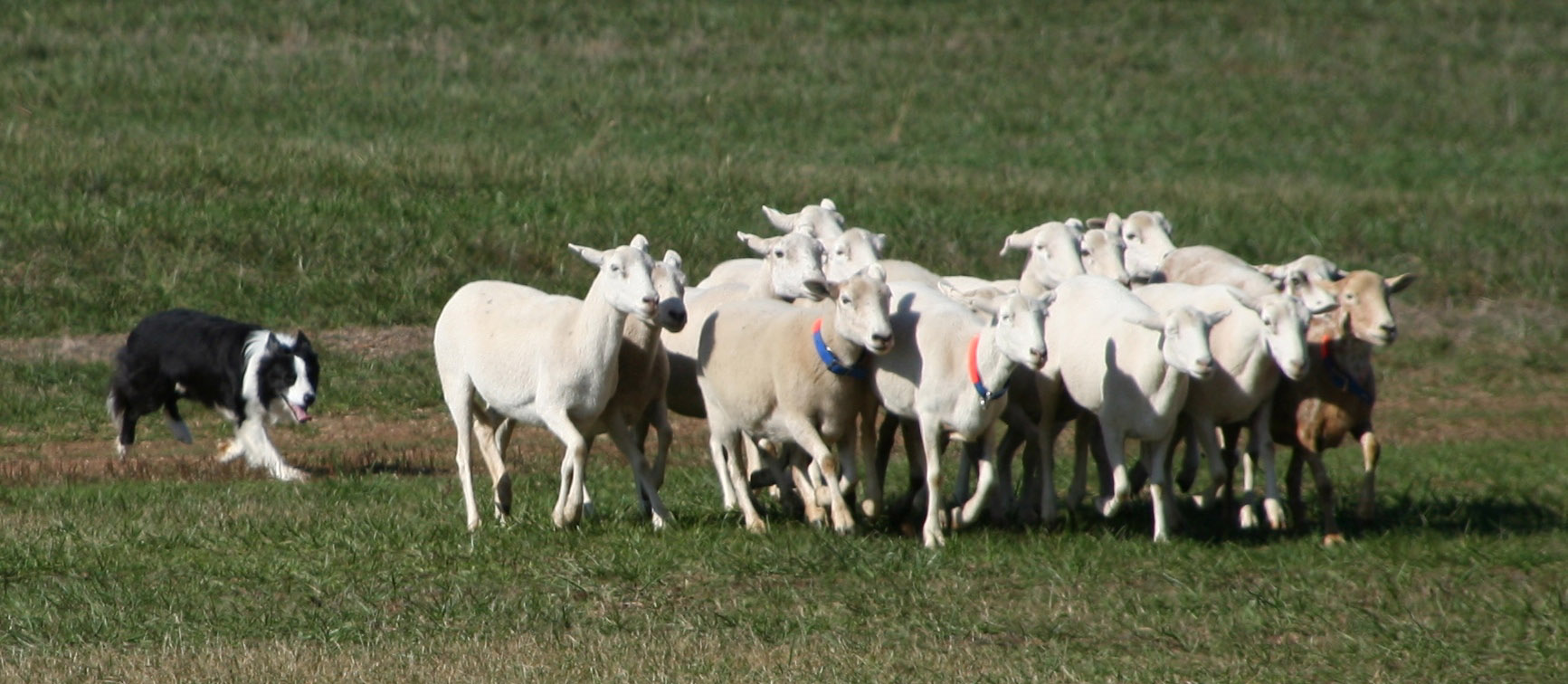
放牧された羊の番をするボーダーコリー
米国ノースカロライナ州はハンタースヴィル（en）の、ルーラルヒル農場にて。

- 家畜の群れの誘導や監視。羊飼いや牛飼いなどが口笛や声で与える指示に沿って、ヒツジやウシなどの群れなどの周囲を走り回ったり吠えて誘導する。（コーギー、ボーダーコリー、オールド・イングリッシュ・シープドッグなど）
  - 牧羊犬、牧畜犬
- 荷物を運ぶ（犬ぞりは現代でも使われて人々に広く知られているが、昔は小さめの荷車を引かせることもあった。）
  - 寒冷地で犬ぞりを引く（そり犬）。特に氷上や大量の積雪の上を引く際に、他の動物よりも、聴覚、嗅覚を駆使して、氷の割れや雪の崩落を察知できることから選ばれている。
  - 荷車を引く
- 人間の住居などを見張り、野獣や不審者の接近・侵入を防ぐ
  - 番犬
- 愛玩動物（ペット）、コンパニオン・アニマル（伴侶動物）として飼育される
  - 愛玩犬（英語版）愛玩用小型犬種（トイドッグ）
- 伴侶犬（英語版）
- TVのCMやドラマなどで視覚的にかわいがられる。あるいは「癒し」の提供。ペットフードのイメージ提供。
  - タレント犬、モデル犬、
- 病院、監獄などの各種施設で、患者などの心理面のケア。（セラピー犬）
- 体の不自由な人を助ける（主にラブラドール・レトリーバー、ゴールデン・レトリーバーなど）
  - 身体障害者補助犬（身体障害者補助犬法）
    - 盲導犬、聴導犬、介助犬

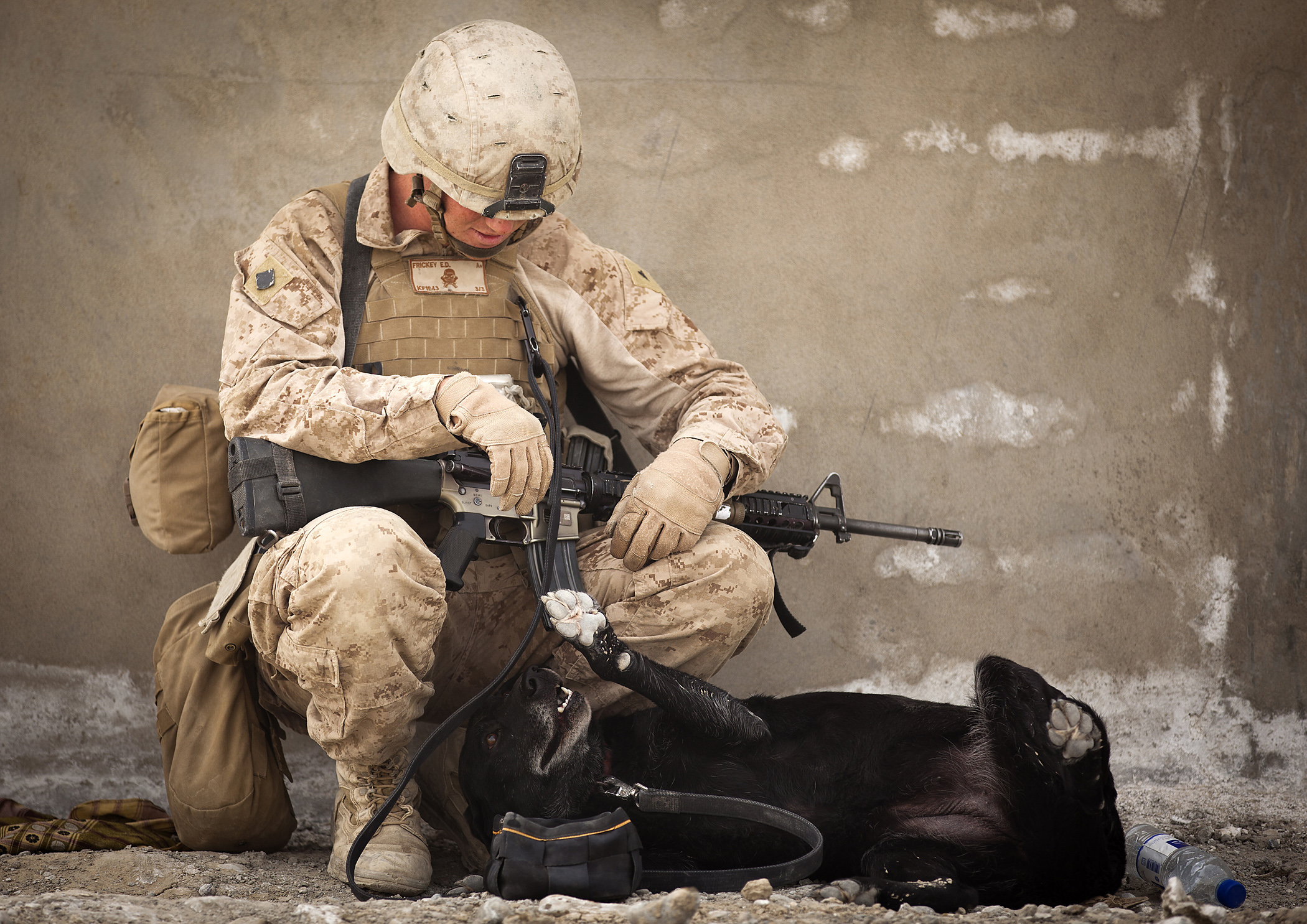
アメリカ海兵隊の爆発物探知犬（2012年、アフガニスタン）

- すぐれた嗅覚を活かし何かを探す、探知する、あるいは追跡する
  - 狩猟での獲物の存在の探知、追跡。鳥が猟銃で撃たれ草むらなどに落ち見つかりにくい時の発見。猟犬（鳥猟犬、獣猟犬）（犬種はセッター、ポインターなど）。けものに遭遇した時には威嚇したり直接咬みつくこともある。
  - 食材の探知犬。高級食材のトリュフを探すための専用犬、ポルチーニ茸を探すための専用犬などがいる。特定の食材の匂いを覚えており、場所を見つけ（食材を食べないで）飼い主に知らせるような訓練を受ける。
  - 麻薬探知犬（世界的にはビーグルが多く、他にジャーマン・シェパード、ラブラドルレトリバー。ビーグルが選ばれる理由としては、犬の中でも優れた嗅覚を有しているから（小さいのでかわいらしく、旅客にとっての印象も良い。）。日本では主にジャーマン・シェパードとラブラドルレトリバー）。
  - 警察犬。容疑者や被害者が身につけていたものや足跡の匂いなどを追跡する。（ジャーマン・シェパード・ドッグ、ドーベルマンなど）。容疑者を見つけた場合に、容疑者が逃亡しようとしたり襲ってくる場合は腕などに咬みつく訓練も受けている。
  - 遭難者の発見・救助。建物倒壊、雪崩、海洋遭難などが発生した時に活躍する（災害救助犬　海難救助犬）。
  - 爆発物探知犬。DVD探知犬

- 戦闘犬（英語版）(攻撃犬とも称される)

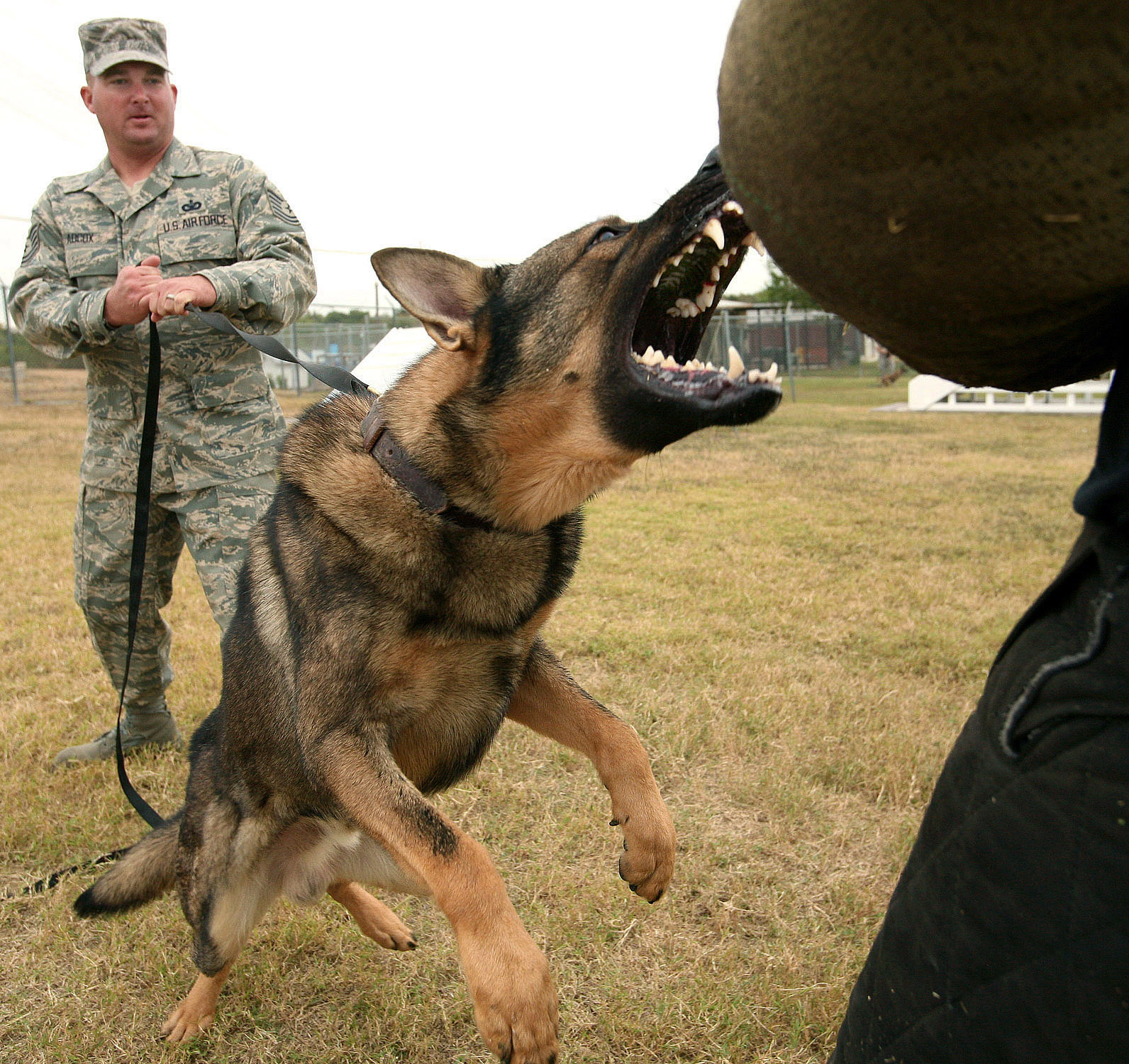
噛みつく訓練を受けた犬

  - 軍犬（自衛隊は警備犬と呼ぶ。航空自衛隊は元々「歩哨犬」と呼んでいたが改称された。）（ジャーマン・シェパード・ドッグ、ドーベルマン、ベルジアン・シェパード・ドッグ・マリノアなど。）
- 対戦車犬（ソビエト軍がナチスドイツ戦車軍の対抗策としたが自軍にも被害を及ぼし失敗）
- 馬車の護衛として馬と共に併走する（グレート・デーン、ダルメシアンなど）

- 食用：犬食（チャウチャウ、ヌロンイなど）。

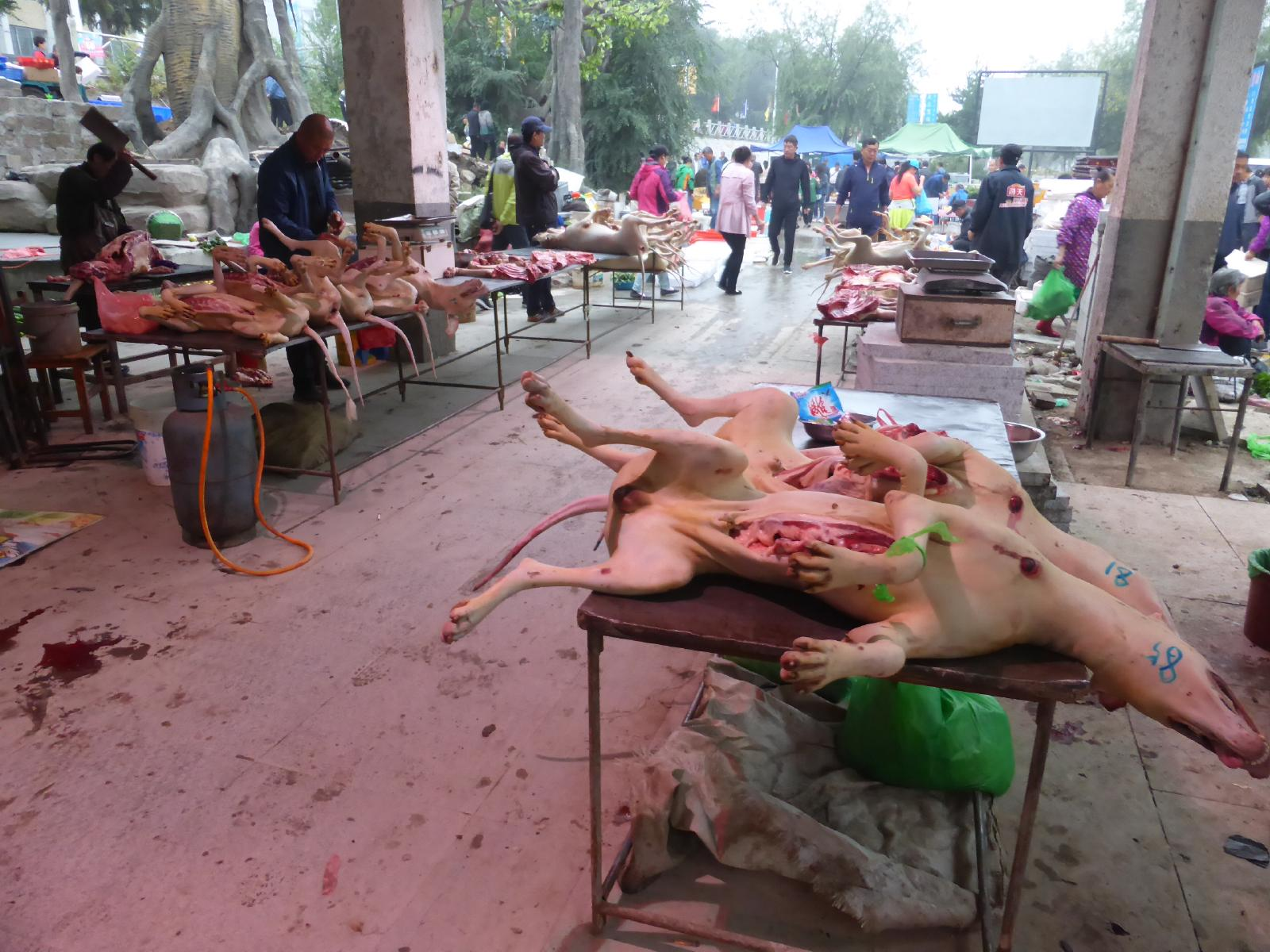
延辺朝鮮族自治州の延吉市の朝市の様子

  - 中国東北部・南部、チベット、朝鮮半島、東南アジア、太平洋島嶼、スイス、アフリカ、アメリカ原住民など

イヌの肉は数千年前から食用とされてきた。アジアでは今も年間1600万匹の犬が消費されており、特に中国ではよく食べられている。韓国でも伝統的に犬を食べる習慣があり、年間消費量は100万匹。フィリピンでは1998年にイヌ肉食が禁止されたが今も食べられている。コンゴ川の流域では、肉を柔らかくするためイヌをじわじわとなぶり殺しにするという話がある。食用とされる犬の数字についてアジアにおいて年間3000万という主張もあり（アジア動物親善連盟、2019年）、この場合は中国1500万、韓国700万、ベトナム500万ほかという内訳である。
現代日本では「牛、馬、豚、めん羊、山羊、猫、いえうさぎ、鶏、いえばと、あひる、哺乳類、鳥類、人が所有する哺乳類、鳥類、爬虫類」と同等の扱いであるため食用は可能だが、「と畜場法」により獣畜を屠畜場以外で殺すことを禁止しているため、ペットでも自分で屠畜して食べることはできない。
- 競技や曲芸などの娯楽に用いられる（闘犬、ドッグレースなど）
  - 競走犬、演技犬
- 実験動物
  - 系統管理されたビーグルが使われることが多い

### イヌの飼育・管理

#### 飼育に関連する法規
たいていの国に、動物の飼育に関する法規があり、イヌの飼育をする場合もそれを遵守しつつ行うことが求められる。

#### 病気・医療
- ジステンパー
- 犬フィラリア
- くる病
- 狂犬病

目
- 無孔涙点（英語版）
- 犬の白内障

##### 日本国内の義務・罰則
狂犬病予防法
1950年制定。現在に至るまで、飼主には以下が義務付けられており、これらの義務を怠った場合は、 20万円以下の罰金が科せられる。
1. 生後91日以上の犬は、飼い始めてから30日以内に現在居住している市区町村に飼い犬の登録をすること
2. 飼い犬に年1回の狂犬病予防注射を受けさせること[注釈 3][90]
3. 犬の鑑札と注射済票を飼い犬に装着すること（※未装着の犬は捕獲、抑留の対象となり、最終的には殺処分となる。[91]）

動物愛護管理法
1973年に制定。以降数度にわたり改正が行われている。
- 愛護動物[注釈 4]をみだりに殺し、又は傷つけた者は、5年以下の懲役、または、500万円以下の罰金。（2020年6月～）[92]

- 愛護動物をみだりに虐待、遺棄[注釈 5]したものには、1年以下の懲役、または100万円以下の罰金。（2020年6月～）[93]

- 獣医師は、その業務を行うに当たり、みだりに殺されたと思われる動物の死体又はみだりに傷つけられ、若しくは虐待を受けたと思われる動物を発見したときは、遅滞なく、都道府県知事その他の関係機関に通報しなければならない。（2020年6月～）[92]

- ブリーダーやペットショップ等で販売される生体には、マイクロチップ装着を義務とし、購入の際は、飼い主も氏名や住所、電話番号などを30日以内に登録しなければならない。他者から犬を譲り受け、その犬に飼主自身が獣医師に依頼してマイクロチップを装着した場合は、自身の情報の登録が必要である[94][95]。（※既に個人の所有する犬は、マイクロチップを装着するよう努める《努力義務》）。（2022年6月～）[96]

#### 屋外飼育と屋内飼育
イヌの一般家庭における飼育は、大きく分けると屋外飼育と屋内飼育がある。
発展途上国などでは法規がそもそも整備されていない、もしくは法規があってもそれらが守られておらず、「イヌを飼っている」と言ってもエサだけ与えて綱や鎖でつないだりケージに入れることもせず、そのイヌが勝手に近所や街中を歩きまわっている場合もあるが、先進国では通常はそうしたことを禁止する法律が制定されている。日本では動物愛護法に「（3）動物（＝イヌ）の逸走を防止するために必要な措置を講ずるよう努めなければならない」とあるように、屋外飼育であれ屋内飼育であれ、自分が飼うイヌが敷地の外に逃げ出して戻ってこなくなる事態は防がなければならない。（そのために、綱や鎖につないだり、ケージ（檻）に入れたり、フェンスで囲ったり、屋内に飼って出入り口のドアを閉めたりする。）
屋外飼育
屋外飼育は庭や玄関や軒下などの屋外に住まわせる方法。たとえば次のような方法がある。
- 小ぶりの犬小屋を設置し、首輪と鎖や綱などで行動範囲を限定する方法。
- かなり大きな「犬小屋」（犬を飼うための小屋なので定義上「犬小屋」だが、人も暮らせるほどの大きさの「小屋」）を設置し、その中で暮らさせ、食事や排せつもその中でさせる方法
- 自宅敷地（庭）の一部を高い柵（フェンス）などで囲い、その中限定で一種の「放し飼い」にする方法（あまり多くはないが、広い敷地を所有する人などがまれにとる方法）。設置する犬小屋はさまざまなサイズがありうる。

屋内飼育
屋内飼育は家の中に住まわせる。近年では「犬用トイレ」というものがペットショップなどで販売されており、これにより屋内飼育が容易になった。たとえば次のような方法がある。
屋内でイヌが眠る場所としては、イヌ専用のマットやクッション類を置き「イヌのベッド」とする方法、特に何もおかずカーペットやソファの上などで自由に眠らせる方法、飼い主のベッドの足元などで眠らせる、などの方法がある。また室内に、さらにケージ（柵）を設けて、就寝時などには行動範囲を制限させる飼い方も行われている。
注意点
- 公園や河川敷など、囲われた所有地以外で飼い犬のリードを外して放し飼いにする者も少なくないが、たとえ短時間であろうともこれは条例違反であり、罰金刑が課せられることもあり得る。
- 千葉県市川市市議会は2009年9月11日条例改正を可決し、2010年4月から路上などの犬の糞の放置や不始末に過料2,000円を科すとした[97]。
- 日本では1990年代から犬猫のメンタルケアが開始され、飼い主から犬の精神疾患を相談する件数は軒並み増加している[98]	。その理由として、屋内飼育が増え、人間との距離が接近して攻撃行動、常同障害[注釈 6]、分離不安などにかかりやすい環境[99]、インターネット普及による飼い主の認知能力向上が指摘されている（武内ゆかり教授・東京大学大学院獣医動物行動学研究室）[要出典]。また、犬の大脳皮質コントロールが人間より脆弱で、気分が神経伝達物質の影響を受けやすいとされる[100]。加えて、過体重の犬は食事制限をしている犬に比べて寿命が平均で1.3年短いことが明らかとなっており、去勢によって過体重や肥満のリスクが3倍高くなることがコペンハーゲン大学の研究で明らかにされている[101][注釈 7]。
- イヌは愛玩動物として飼育されている数が多い分、人間による虐待、虐殺により、命を落とすものや、捨て犬として不法に遺棄されるもの、あるいは飼い主やその家族の身勝手無責任な理由によって保健所に送られるものも少なくない。例年、非常に数多くのイヌや猫たちが、全国の保健所施設で殺処分されている（2006年度で犬86,000頭余）。特定の動物の遺棄や虐待は動物愛護法で処罰されることがある。
- 生活騒音として発せられる音源として、犬の鳴き声はもっとも大きい。環境省、都道府県、保健所、市区町村などでこのことへの対応がある。
- 離島などで野生化した野犬の存在は、野猫や人為的に持ち込まれたマングースとともに、絶滅が危惧される小動物や陸地に営巣する鳥類にとって、大きな脅威となっている。鳥獣保護法においては、野犬は狂犬病の感染防止と特定鳥獣の保護の観点からハンターによる銃・わな猟での狩猟対象となっているものの、飼い犬や野良犬との厳密な区別が極めて難しい為に、極端な大規模集団となった野犬群を自治体などからの依頼で猟友会が駆除する場合を除き、積極的に野犬を狩猟対象とするハンターは殆ど居らず、対策は可能な限り野犬を発生させない＝飼い主に最後まで責任を持って飼育させる以外には無い。

#### 自宅に加えて犬の飼育に活用できる施設
愛犬の健康のために、（リードをはずして）走り回る場所を提供するドッグランの設置も増えてきている。飼い主が旅先に飼い犬を（やむなく）連れてゆくことができない場合にイヌを預かってくれるサービスも増えている。また愛犬と旅行中に一緒に泊まれるペンションやホテルなども増えている。
最近では、愛犬と飲食できるドッグカフェ、愛犬を癒すためのドッグセラピーもある。最近では、多くの施設でルールを細かく設定しているのにも拘らず、犬、飼い主同士のトラブルも少なくなくない。そのため、これらの施設を利用する前に安全上のきまりやルールを、飼い主自身で確認しておくことが大切である。

#### イヌに与えないほうがよい食べ物
「動物の愛護及び管理に関する法律」の第七条に「動物の所有者又は占有者は、命あるものである動物の所有者又は占有者として動物の愛護及び管理に関する責任を十分に自覚して、その動物をその種類、習性などに応じて適正に飼養し、又は保管することにより、動物の健康及び安全を保持するように努める」とあり、イヌの健康(や安全）の保持にも努めるべきであり、イヌの健康を害するようなものを与えないようにしなければならない。
イヌの健康に影響を与える食べ物については、それが良い影響なのか悪い影響なのかを問わず、科学的にすべてが解明されているわけではない。現在、健康によい、もしくは無害とされている食べ物でも、将来的に悪影響が判明したり長期的な調査によって長期間の摂取が好ましくないとされたりする可能性がある。
以下に挙げる物は健康への悪影響が判明している食べ物であり、これらのものを好んで食べるイヌもいるため、飼い主が与えない、もしくは、拾い食いさせないように注意されている。
- チョコレート
これは、チョコレート類に含まれるテオブロミンという成分によって中毒を起こすためである。体重10kgのイヌが約100g食べた場合でも発症のおそれがある。2009年度では、215件の中毒事例が報告されている[103]。ネコも同様の理由で悪影響を受ける。
- ネギ類（ネギ、タマネギ、ニンニク、ニラなど）
これは、ネギ類に含まれる成分（アリルプロピルジスルファイドなど）がイヌの赤血球を溶かし、貧血を起こすためである（タマネギ中毒）[104]。
- 鶏の骨
噛み砕いた際にササクレ状に割れるため飲み込んで消化管穿孔の原因になることがあるため、生の鶏を与える際は飼い主が注意深く観察することは大事。特に加熱されたものは更に骨が硬くなり危険[105]。
- 牛乳
他の哺乳類と同様に生育にしたがい、腸内のラクターゼが失われて授乳に含まれる乳糖の分解が困難になり、下痢などを発症する乳糖不耐症を指す。これは犬に限らず健康な哺乳類全般で見られる。ただし、牛乳は犬の母乳に比べて乳糖の割合が高いことには留意すべきである[注釈 8]。幼犬で発症する場合は不耐ではなく個体ごとのアレルギーを疑うべきである。
- キシリトール
インスリンの過剰分泌による低血糖や肝障害を引き起こす。人とは異なり犬に対しては、キシリトールはインスリンを分泌させる力が強いため、血糖を異常に低下させてしまう。血糖低下による、意識低下、脱力、昏睡、痙攣、肝障害が起こる可能性がある[106]。
キシリトールを0.1g/kg以上（体重10kgの犬で1g）摂取してしまった場合には要治療であるとの報告がある[106]。
埼玉県獣医師会では、犬にキシリトールを食べさせないように、中毒を起こした場合はすぐに獣医師の診察を受けるよう注意を呼び掛けている[107]。
厚生労働省の資料によると104週間の高濃度投与で肝臓への影響が確認できるが、単回投与における毒性は極めて低いとされる[108]。
- アボカド
果肉や皮に毒素が含まれており、下痢や嘔吐を起こす危険性がある。種を誤食する恐れもあるので、イヌの届く場所に置かない[109]。
- たけのこ
結石症のリスクを高めるシュウ酸を多く含み、与えない方がいい。味付けメンマは塩分も高く、与えない方がいい[109]。
- ブドウ（葡萄）（生ブドウ及び干しブドウ）
腎尿細管壊死を起こす可能性がある。

犬の嫌いな言葉
2021年、情報サイトINUNAVIが全国の犬の飼い主672人に実施したアンケート調査によると、「飼い犬の苦手な言葉や嫌いな単語はあるか」という質問に対し「ある」と答えた回答者は49.1%であった。また、ランキング1位は「お風呂」2位は「病院・先生・お医者さん」3位は「お散歩」であった。

#### 人気の犬種
- 1990年代以降のペットブームの中、イヌは常に高い注目を集める。人気犬種は時代により遷移しており、1990年代以降に話題を呼んだ犬種としては、シベリアン・ハスキー、ダックスフント、ゴールデン・レトリバー、ウェルシュ・コーギー、ブルテリア、ダルメシアン、チワワ、トイプードルなどが挙げられる。
- チャールズ・シュルツの漫画『ピーナッツ』の「スヌーピー（ビーグル）」、佐々木倫子の漫画『動物のお医者さん』の「チョビ（シベリアン・ハスキー）」、ディズニー映画『101』によるダルメシアン、アイフルのテレビCMに出演した「くぅ〜ちゃん（チワワ）」など、テレビ・映画・漫画などの影響で、期せずしてブームとなった犬種もある。だがその一方で、媒体からは見えない飼いにくさへの疲弊、ブームの廃れた犬種に飽きるという理由から、殺処分が後を絶たない[111]。

#### 犬が触られて嬉しい場所
2022年トリミングサロンStar seaが運営する犬の情報サイトドッグフードベストわんが全国の愛犬家100人に「愛犬が触られて1番喜ぶ場所は？」というアンケートを行ったところ1位「お腹」2位「頭」3位「背中」となった

#### ブリーダー
さまざまな犬種ごとのイヌを繁殖させて販売する業者をイヌのブリーダーといい、各ブリーダーの犬舎を、しばしば「ケンネル」や「ケネル」とも呼ぶ（英語 kennel から）。犬種の管理などを行う蓄犬団体は「ケネルクラブ」と称す。各国にケネルクラブがあり、日本にも社団法人ジャパンケネルクラブがある。
近年高まるペットブームの中、一部の業者によって人気品種の乱繁殖が行われている。日本ブリーダー協会は近親交配の結果、先天的障害を持つ犬が増加していると警告している。生まれながら障害を発症している犬は処分されることが多い。国はこうした障害犬の増加を受け、動物管理法を改正し悪質業者を処分できるようになった。しかし、結局のところ消費者の意識が変わらなければ障害犬を産む乱繁殖をとめることは難しい。

### 犬の鳴き声のオノマトペ

#### 日本語
犬の鳴き声を、現代日本では、一般的に「わんわん（ワンワン）」「きゃんきゃん（キャンキャン）」などの擬音語（オノマトペ、声喩）で表されるのが普通である。そのため、これらの語を元にして犬のことを「ワンちゃん」「わんこ（ワンコ）」「わん公（ワン公）」などとも俗称する。なお、日本語では擬音語が発達しており、他にも「ぐるるる（グルルル）」「うぉーん（ウォーン）」「くーん（クーン）」「きゃいーん（キャイーン）」など、犬の感情の機微を捉えようとする多様な表現が生み出されている。
歴史的には「ひよひよ」「べうべう」などと書いて「ビョウビョウ」（研究者によっては「びよびよ」と表現）と発音していた期間が長く、狂言の台詞などにその名残を見て取れる。江戸時代になって「わんわん（ワンワン）」が現われ、しばらくの間は従来語と共存していた。

#### 日本語以外
英語では bow-wow （仮名転写［以下同様］：バウワウ）、bark （バーク）、howl （ハウ）など、ロシア語では Гав-гав （ガフガフ）、中国語では「汪汪（ワンワン）」と鳴くとされる。

### 歴史に名を残した犬
人間との共生が最も古い動物故に多くの犬たちが名犬とされてきた。
ノンフィクションの分野でも、忠犬ハチ公や南極物語などのように、実在した犬にまつわるエピソードや芸術作品などが数多く存在。
（以下の犬たち以外にも名を残したのも多くいる。）
- 50年頃？（垂仁天皇87年） 足往（あゆき） - 名前が記録に残る日本最古の犬。むじなを殺して出て来た勾玉が献上された。（日本書紀・垂仁天皇の条）
- 587年　名前不明（白犬）-　記録に残る日本最古の忠犬（日本書紀・崇峻天皇の条）。物部守屋の家来・捕鳥部万の飼い犬。朝敵として晒される主人の遺骸を餓死するまで護り、朝廷に自分と主人を墓に葬らせた。
- 1700年代
  - 1781年 名前不明（狆） - 酒井忠以の愛犬。光格天皇より六位の位を下賜された（『耳嚢』）。
- 1880年代
  - 1889年 ツン（薩摩犬） - 西郷隆盛のウサギ狩時の愛犬である雌犬。上野恩賜公園に立てられた銅像にその銅像が寄り添って立てられた（製作者は後藤貞行、モデルは仁礼景範海軍中将の飼い犬である雄犬）。
  - 1895年 オウニー（雑種） - 1888年に米国のニューヨーク州の郵便局のマスコットとなり、郵政長官から旅行許可証を貰い、船に乗って世界一周をした。
- 1900年代
  - 1900年 ニッパー（フォックス・テリア） - 円盤式蓄音器の発明者エミール・ベルリナーが感動した以前の飼い主の声に耳を傾ける肖像画を商標登録し、現在でも日本ビクターなどで使われている（His Master's Voice, HMV の商号はこれによる）。
  - 1902年 名前不明 - ロシアの生理学者イワン・パブロフ博士の飼い犬で、条件反射の実験に使われ、以降、「パブロフの犬」といえば条件反射のことを指すようになる。
  - 1923年 ボビー（コリー種） - 米国インディアナ州で飼い主とはぐれ、6か月でおよそ4000kmを歩き、離れた飼い主の住むオレゴン州まで戻ってきた。
- 1930年代
  - 1934年4月 忠犬ハチ公（秋田犬） - 主人（東京帝国大学農学部教授の上野英三郎）の帰りを渋谷駅においてその死後も待ち続ける姿が話題となり、同駅前に銅像が立てられた。
  - 1939年 ブルーイ（オーストラリアン・キャトル・ドッグ） - ギネス公認の世界最長寿記録の犬。老衰により29歳で死亡（1910年6月7日 - 1939年11月14日）。
- 1940年代
  - ブロンディ（ジャーマン・シェパード・ドッグ） - ナチスドイツの総統ヒトラーの愛犬。1945年ベルリンの防空壕で主人と運命をともにした。
  - チップス（雑種） - 第二次世界大戦中数々の勇敢な行為により、アメリカ陸軍から二つの勲章を授与された。
- 1950年代
  - 1957年11月3日 クドリャフカ（ライカ） - 旧ソ連が宇宙に打ち上げたスプートニク2号に搭乗した。
  - 1958年 タロ、ジロ（樺太犬） - 南極越冬隊の犬ぞり用に南極に連れて行かれ、かの地で生き延びた。当時使われ、現在船の科学館に係留展示されている南極観測船「宗谷」、また東京タワーに銅像がある。
- 1980年代 
  - サーブ（ジャーマン・シェパード・ドッグ・盲導犬） - 飼い主をかばい足に怪我を負った事故をきっかけに、自賠責保険の支払いが盲導犬に対しても行われるよう法改正が行われた。
- 2000年代
  - 2008年 ベラ（シープドッグ系雑種） - ギネス非公認の世界最高齢記録保持犬。3歳の時に保護されたが、正式な出生証明書が無かった為、ギネス記録として公認されず。2008年、老衰により29歳で死亡。
  - 2009年 シャネル（ワイアーヘアード・ミニチュア・ダックスフント） - ギネス公認の世界最高齢記録を保持していた犬。生後6か月の時、収容施設から保護された。2008年8月28日、老衰により21歳で死亡。
  - 2011年 プースケ - ギネス公認の世界最高齢記録を保持していた日本の犬。2011年12月5日、老衰により26歳で死亡。世界歴代記録としては第9位。

### 犬を主題とした作品・キャラクターなど
犬がテーマとなった、あるいは、犬を主要なキャラクターとする映像作品・文学作品などについては、イヌを主題とする作品一覧、Category:架空の犬を参照。

### 名前にイヌを持つ生物
生物の名、特に植物の名で、イヌが付くものも多い。イヌの特徴などに似ていることによるものもあるが、多くの場合、イヌが付かないものに比べて、より有用性が低かったり、使えなかったりすることを意味する（派生語も参照のこと）。
- イヌの特徴からの命名には、イヌノフグリ、イヌノハナヒゲ、イヌノヒゲなどがある。
- より使えないことによる例としては、イヌマキ、イヌビワ、イヌムギ、イヌガラシ、イヌツゲなど。

### 犬の登場する諺・故事成語
古代より、犬と人は生活していたため、慣用句に多く使われる。一方で、「〇〇の犬」「負け犬」などの悪い意味で使われる場合が古今東西において多い。
五十音順に並べる。
- 赤犬が狐追う
- 一犬影に吠ゆれば万犬声に吠ゆ
- 一犬虚に吠ゆれば万犬実を伝う
  - 一犬吠形百犬吠聲 - 王符『潜夫論』賢難
  - 〇〇の犬
- 犬一代に狸一匹
- 犬が西向きゃ尾は東
- 犬が星見る
- 犬腹（いぬっぱら）
- 犬に肴の番
- 犬になっても大家の犬
- 犬になるなら大所の犬になれ
- 犬にも食わせず棚にも置かず
- 犬に論語/犬に念仏猫に経
- 犬の川端歩き（犬川）/犬の子の徒歩き
- 犬の糞で敵を討つ
- 犬の遠吠え/負け犬の遠吠え
- 犬の蚤の噛み当て
- 犬は三日の恩を三年忘れず
- 犬骨折って鷹の餌食/犬骨折って鷹に捕らる
- 犬も歩けば棒に当たる
- 犬も頼めば糞食わず
- 犬も朋輩、鷹も朋輩
- 犬を喜ばせる
- 飢えた犬は棒を恐れず
- 兎を見て犬を放つ
- 内は犬の皮、外は虎の皮
- 粤犬（えっけん）雪に吠ゆ
  - 粤犬吠雪/越犬吠雪
- 大犬は子犬を責め、子犬は糞を責める
- 尾を振る犬は打てず/尾を振る犬は叩かれず
- 飼い犬に手を噛まれる
- 垣堅くして犬入らず
- 画虎類狗/画虎成狗/描虎類狗
- 食いつく犬は吠えつかぬ
- 狗緇（くし）衣に吠ゆ
  - 狗吠緇衣
- 狗頭角を生ず
  - 狗頭生角
- 狗尾続貂
- 暗がりの犬の糞
- 鶏犬の声相聞こゆ
- 鶏犬も寧（やすら）かならず
  - 鶏犬不寧
- 鶏鳴狗盗
- 桀の犬尭に吠ゆ
  - 桀犬吠尭
- 犬猿の仲/犬と猿/犬と猫
- 犬牙相制す
- 犬馬の心
- 犬馬の年/犬馬の齢
- 犬馬の養い
- 犬馬の労を取る
- 権力の犬
- 犬羊の質
- 狡兎死して走狗烹（に）らる - 司馬遷『史記』「越王句踐 世家」
  - 狡兎死 走狗烹
  - 狡兎走狗
- 狡兎死して良狗烹（に）らる。- 司馬遷『史記』「（韓信）淮陰侯 列伝」→ 韓信、范蠡
  - 狡兎死 良狗烹
  - 狡兎良狗
- 米食った犬が叩かれず、糠食った犬が叩かれる/笊（ざる）舐めた犬が科かぶる
- 蜀犬（しょっけん）日に吠ゆ
  - 蜀犬吠日
- 姑への怒りに犬のわき腹を蹴る[116]
- 棄犬（すていぬ）に握り飯
- 跖狗吠尭
- 喪家の狗
- 鼠窃狗盗
- 打落水狗/水に落ちた犬は打て

本来の諺は「不打落水狗」（水に落ちた犬は打つな）であり、これを打落水狗としたのは魯迅の過激発言である。日本や韓国では、魯迅の発言の方が有名な諺になっている。
- 泥車瓦狗
- 陶犬瓦鶏
- 唐犬額
- 夏の風邪は犬もひかぬ
- 夏の蕎麦は犬も食わぬ
- 白衣蒼狗/蒼狗白衣
- 飛鷹走狗
- 夫婦喧嘩は犬も食わぬ
- 吠える犬は噛まぬ
- 煩悩の犬追えども去らず
- 邑犬群吠
- 鷹犬之才
- 羊頭狗肉/羊頭を懸げて狗肉を売る
- 楊布之犬
- 狼心狗肺
- 驢鳴犬吠/驢鳴狗吠
- 淮南之犬
- 犬去りて、豚来たる

### その他イヌについて
- 11月1日が犬の日として、社団法人ペットフード協会によって定められた。
- 行動学からの詳細な議論については、（データとしては古くなってしまうが）コンラート・ローレンツの『人イヌに会う』（至文堂）を参照するとよい。
- 犬はしっぽを右に振って喜びを、左へ振って警戒を表現するという説がある[117]。
- 犬は走る人などを見ると追いかける習性がある。犬が追いかけてきたとき、走って逃げるのは逆効果である。また、犬は階段の上り下りが苦手なので、近くに階段があれば、階段に逃げ込むとよい。
- アイヌ民族に対する差別用語とされ、近年では2021年（令和3年）3月12日放送の日本テレビの情報番組『スッキリ』で、グループのhulu配信のアイヌ民族のドキュメンタリー作品を紹介した際、出演者のひとりが「あ、犬」と発言し、日本政府（内閣官房）や北海道アイヌ協会、北海道のネット局である札幌テレビを始め各所からの抗議を受け、同年4月9日には放送倫理・番組向上機構 (BPO) が放送倫理違反の疑いがあるとして審議を開始[118]、同年7月21日に放送倫理違反があったとする意見書を公表した[119][120]。
  - 上記の北海道アイヌ協会は、1961年（昭和36年）から2009年（平成21年）まで「アイヌ」の名称を避け「北海道ウタリ協会」と名乗っていた。
- 2021年、ブラジルでイヌとパンパスギツネの交雑種が確認された。この動物はイヌと「graxaim do campo（グラシャイン・ド・カンポ）」（ポルトガル語でパンパスギツネ）の間に生まれた交雑種であることにちなんで「ドッグシム」（Dogxim）と名づけられた[121]	。イヌとオオカミ、オオカミとコヨーテの交雑は多数の確認例があるが、キツネとの交雑が正式に確認された初めての例である。キツネはオオカミやイヌと同じくイヌ科（Canidae）に含まれるが、下位分類ではそれらと同じイヌ属（Canis）ではない。